# Архітектура Росії
Найбільше пам'яток російської архітектури донесли до нашого часу Москва, Новгород Великий, Псков, Смоленськ, Владимир — стародавня столиця Володимиро-Суздальської Русі XII—XIII століть, Суздаль, Юр'єв-Польський, Ярославль, Ростов Великий, Углич, Кострома, Вологда, Муром, Гороховець, Солікамськ. Величезні художні цінності зберіг Санкт-Петербург з його величною архітектурою проспектів, палаців і передмість.
Літописи зберегли кілька імен зодчих давнини: серед них майстер Петро, що склав епоху в архітектурі Новгорода XII століття; майстер Коров-Якович (XII століття); Федір Кінь, який побудував грандіозний Смоленський кремль і стіни Білого міста в Москві (XVI століття); зодчі Барма і Посник, які створили Покровський собор (храм Василя Блаженного) на Красній площі.
Післяпетровська доба дала цілу плеяду зодчих, художників і скульпторів, авторів творів архітектури XVIII і XIX століть. Серед них: Растреллі, Дмитро Ухтомський, Зарудний, Бланк Карл Іванович Старов, Казаков, Баженов, Захаров, Россі Карл Іванович, Тома де Томон, Джакомо Кваренгі, Чарлз Камерон, Бове, Григор'єв, Доменіко Жилярді тощо.

## Передісторія

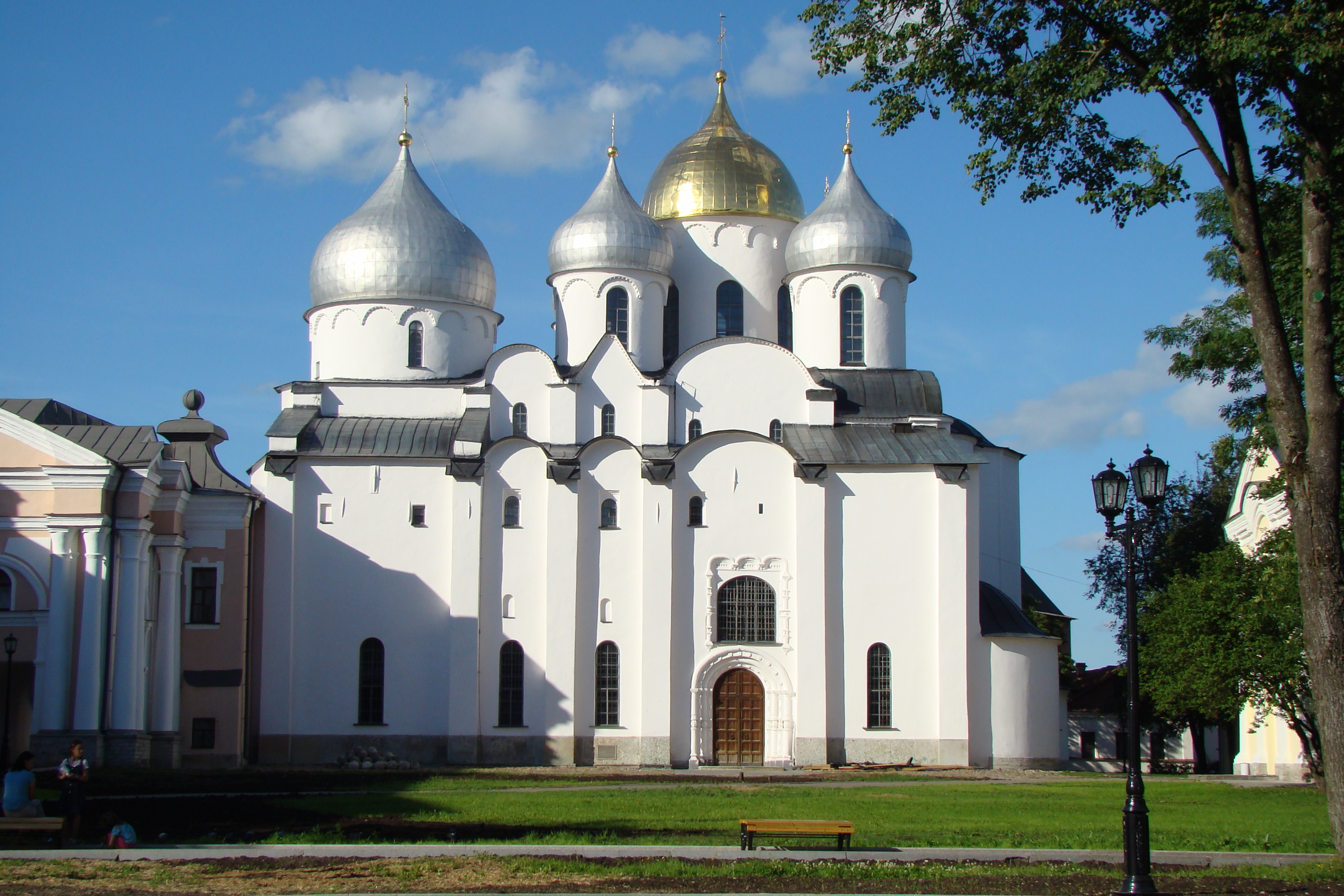
Софіївський собор в Новгороді

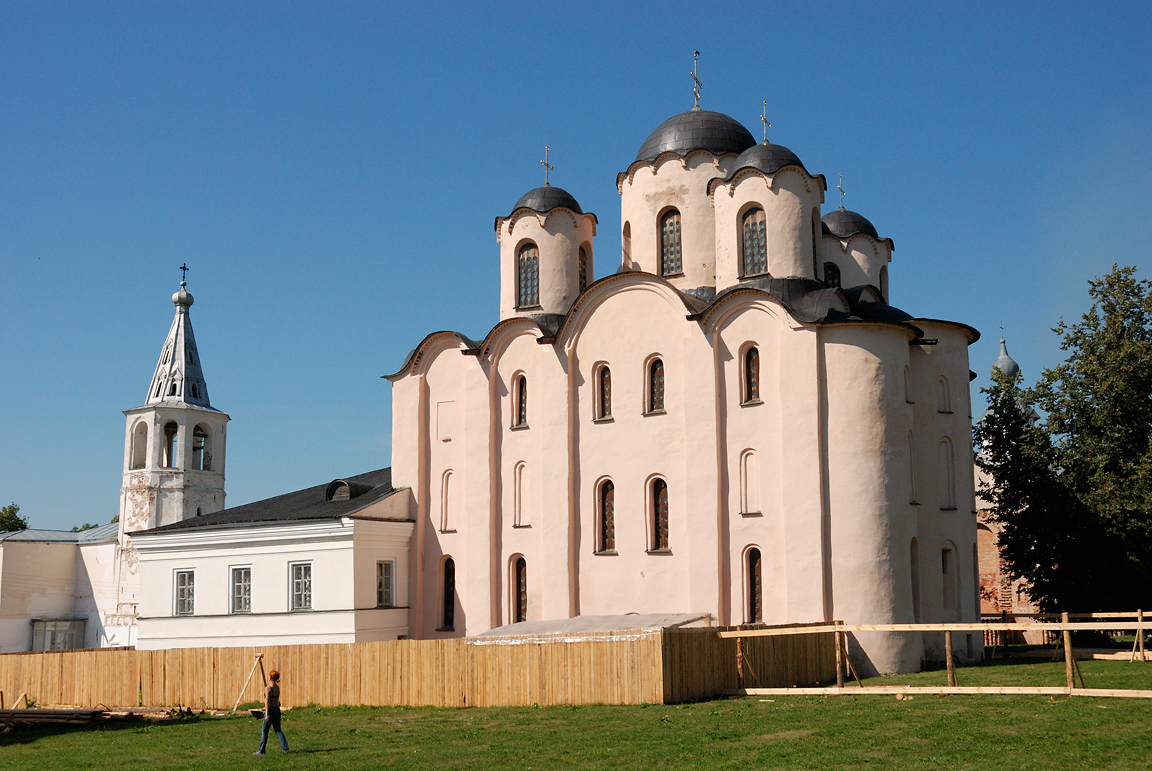
Миколо-Дворищенський собор

У Новгороді, в його Кремлі, в 1045—1050 роки був зведений Новгородський Софійський собор, який є архітектурним центром кремлівського ансамблю і всього Новгорода. «Де Софія, там Новгород» — гордо говорили новгородці. Архітектурні форми собору відрізняються суворою простотою і монументальністю — рисами, що стали характерними для всього новгородського зодчества. Це — простий об'єм, увінчаний п'ятьма куполами з вежею в південно-західному куті, також покритою куполом. Усередині собор, відрізняється багатством дорогоцінних декоративних матеріалів, прикрас і розпису. Збереглися давній розпис головного купола, фрески і чудова мозаїка на вівтарі. На протилежному березі річки Волхов, навпроти Кремля, стоїть Миколо-Дворищенський собор з фресками (1113). Собор був центром князівської резиденції, так званого «Ярославового дворища».

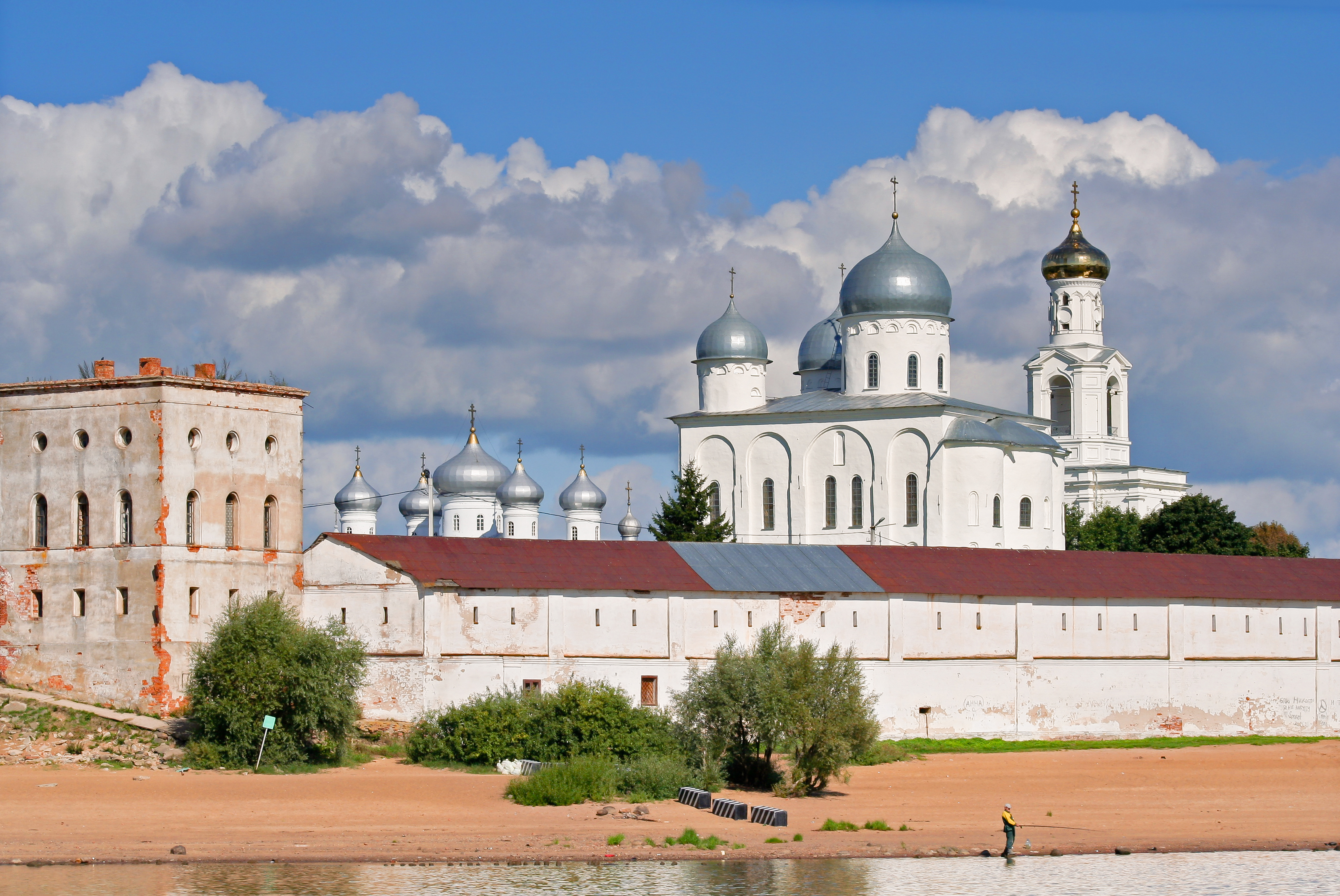
Свято-Юр'їв монастир

Юр'єв монастир під Новгородом (1119) у плані прямокутний з асиметрично поставленою па північно-західному куті вежею. Незважаючи на деякі пізніші переробки, що спотворили початкові форми, собор справляє сильне враження міццю і красою своїх суворих стін і струнким силуетом. У вежі собору збереглися фрески XII століття, якими раніше був розписаний весь собор. Будував храм майстер Петро. Інший новгородський пам'ятник того часу — собор Антоніївого монастиря (1116), що близький за архітектурним типом до Георгіївського і Миколо-Дворищенського соборів. У соборі збереглися фрагменти розпису стін. У вежі собору виявлено зображення зодчого з написом «Петро».
Найдавнішим пам'ятником Пскова, що зберігся, є собор Мірожського монастиря (1130—1152). Внутрішня архітектура і розпис собору збереглися в первісному вигляді, зовні будівля зазнала значних перебудов.

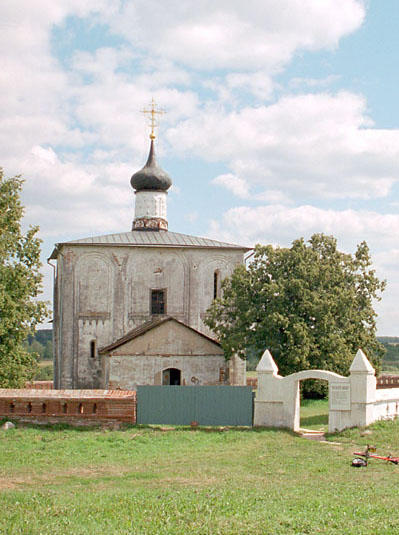
Церква Бориса і Гліба (Кидекша)

З великого будівництва Юрія Довгорукого (1151—1157), на першому етапі посилення Володимиро-Суздальського князівства, до нас дійшли тільки Спасо-Преображенський собор в Переславлі-Заліському, закінчений в 1157 році, і в сильно зміненому вигляді церква Бориса і Гліба в Кидекші (на річці Нерла).

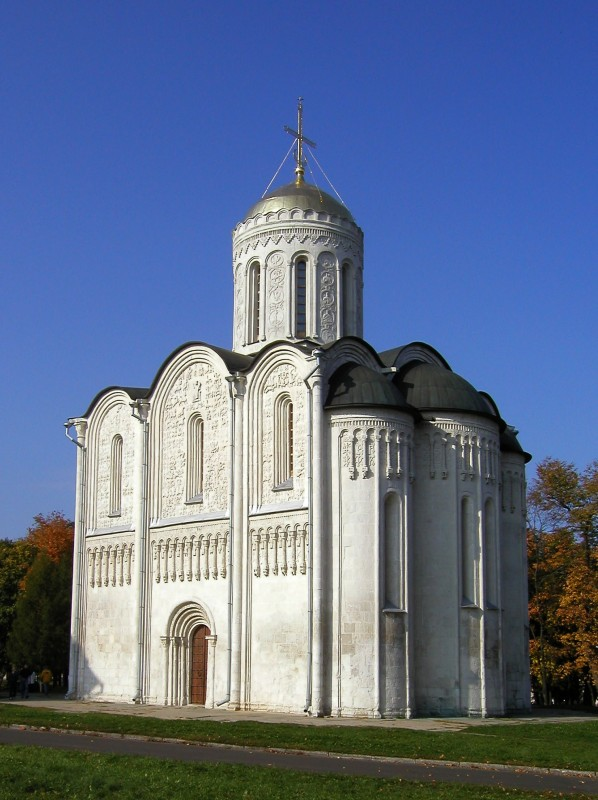
Димитріївський собор

На другому етапі будівництва, при Андрії Боголюбському (1157—1174), володимиро-суздальська архітектура досягла найбільшого розквіту. Висока досконалість архітектурних форм, розвинене почуття ансамблю, оригінальність кам'яних різьблених прикрас, при загальній простоті і стриманості зовнішнього оздоблення, характеризують архітектуру цього часу. Техніка кладки з плінфи тут змінюється кладкою з білого тесаного каменю на вапняному розчині. Столиця князівства — Владимир — забудовується монументальними спорудами, з яких до нашого часу збереглися лише розширений Всеволодом III Успенський собор XII століття і в зміненому вигляді Золоті ворота XII століття, що входили в систему укріплень міста. За 11 км від колишньої великокнязівської столиці була закладена заміська резиденція князя — Боголюбський замок, з церквою і палацом, обнесений валами і стінами. За свідченням літопису, особливою розкішшю внутрішнього і зовнішнього оздоблення відрізнявся храм; згадується про обробку його яшмою, позолотою, живописом і різьбленням по каменю. Збереглися вежа палацу і перероблена церква. Розкопками виявлені фрагменти фундаментів палацу і кріпосних стін. За 1,5 км від міста Боголюбова, в місці колишнього злиття річок Нерла і Клязьма, була побудована церква Покрова на Нерлі (1165—1166), що дійшла до нас у максимальній збереженості. Можливо, вона входила у невеликий палацово-монастирський ансамбль біля пристані, на яку прибували іноземні посли і гості, що тримали шлях в Боголюбов або Володимир. За зовнішнім виглядом — це невелика кубоподібна чотиристовпна церква з трьома напівциліндрами абсид на східній стороні і порталами входів з інших сторін. Храм увінчує один купол з позолоченим покриттям, що пізніше перероблений у цибулеподібну форму. Білокам'яні різьблені прикраси закомар, стін, порталів відрізняються великою витонченістю.

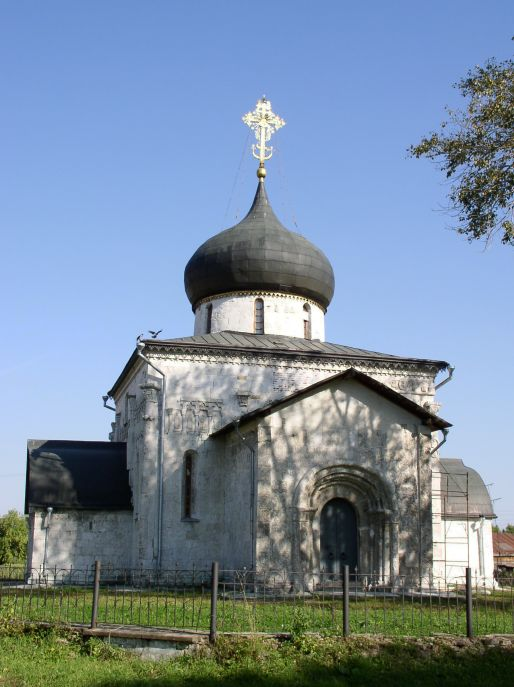
Георгіївський собор в Юр'єві-Польському

В роки князювання Всеволода і в період до татарської навали (1176—1237) Володимиро-Суздальське князівство досягло значної могутності і сили. Архітектура цього періоду відрізнялася монументальністю споруд і пишністю декоративного оздоблення. Різьблені білокам'яні прикраси досягли дивовижного багатства і віртуозної досконалості в таких пам'ятках, як Димитріївський собор у Володимирі (1194—1197) і заново відбудовані Довгоруким на місці більш древніх — Суздальський собор (1222—1233) і Георгіївський собор в Юр'єві-Польському (1230—1234). у столиці — місті Володимирі — Всеволод III побудував Кремль з палацом-дитинцем, в якому Димитріївський собор був розкішним придворним храмом. Центром Кремля був Успенський собор, побудований ще Андрієм Боголюбським. У 1185—1189 роки Всеволод збудував одноголовий тринавовий собор, перетворивши його в величезний п'ятинефний храм. Велична споруда увінчувалися після розширення п'ятьма куполами в золотих шоломах. Монументальні площини фасадів цього храму розчленовані виступами пілястр. Кожне членування стіни закінчувалося півкругом — закомар. Витончений аркатурний, різьблений з каменю, фриз оперізував будинок на половині його висоти. Щілиноподібні вікна і портали з перспективними обрамленнями, покриті найтоншим різьбленням по каменю, доповнювали членування стін. Храм був розписаний в XII столітті фресками, відновленими в XV столітті Андрієм Рубльовим.

### Новгородсько-Псковська архітектура (кінець XII століття-XVII століття)

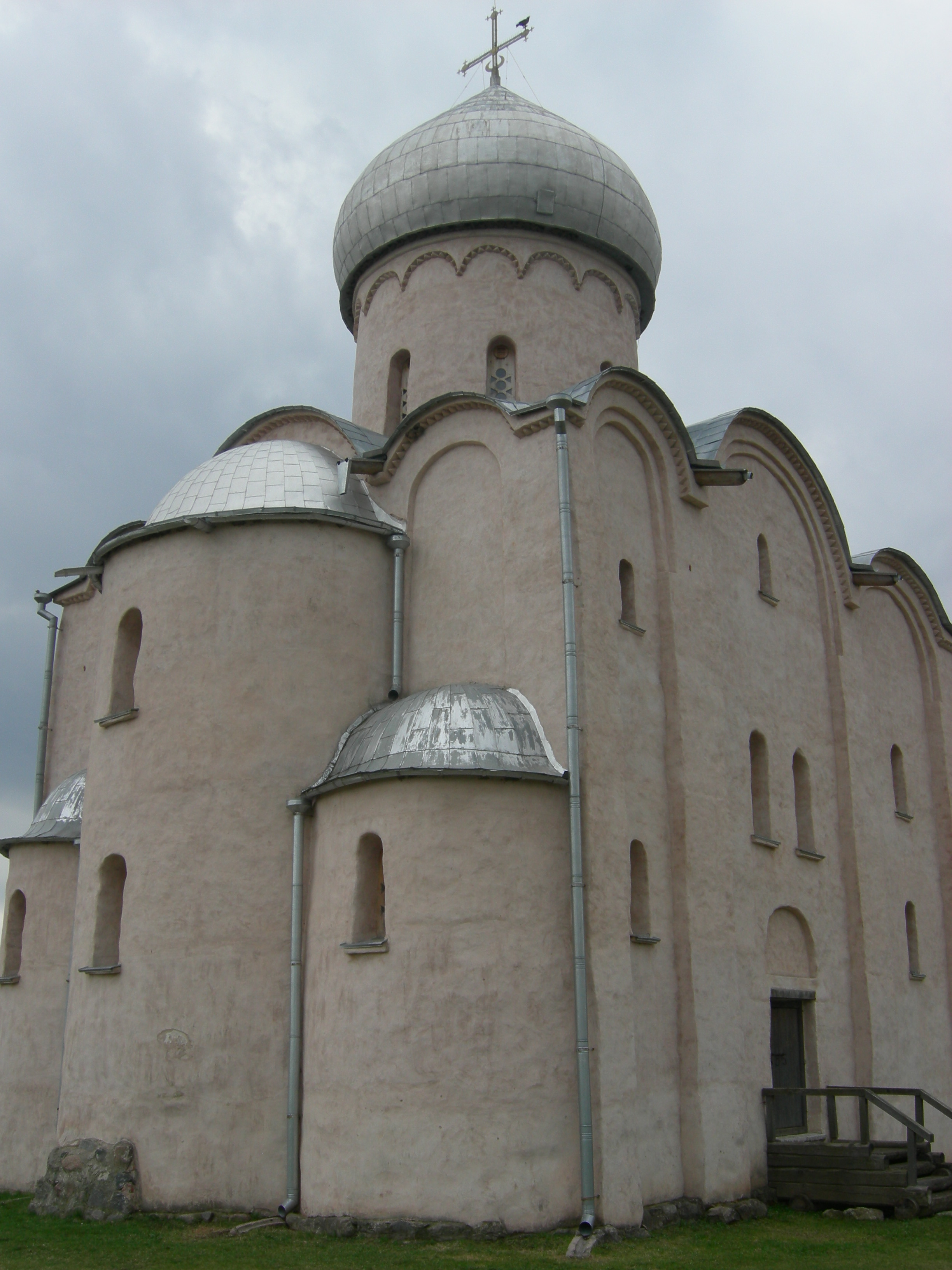
церква Спаса на Нередиці

Будівлі Новгорода і Пскова XIII—XVI століть не досягають вже грандіозних розмірів споруд XI—XII століть, таких, як Новгородська Софія і собор Юр'ївого монастиря, але стиль мужньої простоти, суворої величі і сили в них збережено. У той же час їм притаманні велика інтимність і теплота. Основними будівельними матеріалами тут є камінь і цегла. Після розпаду Київської Русі в Новгороді наприкінці XII століття будуються невеликі храми — кубоподібні, однокупольні з трьома абсидами, з позакомарним покриттям. Храми відрізняються простотою і деякою ваговитістю форм. Величезна сила відчувається в огрядних напружених масах таких храмів, як церква Петра і Павла на Синичій горі (1185), церква Фоми Апостола на М'ячині (1195), церква Іллі на Славні (1198). Велику увагу в цей період приділяється прикрасі храмів фресковим розписом, що покриває поверхні внутрішніх стін і зводів.

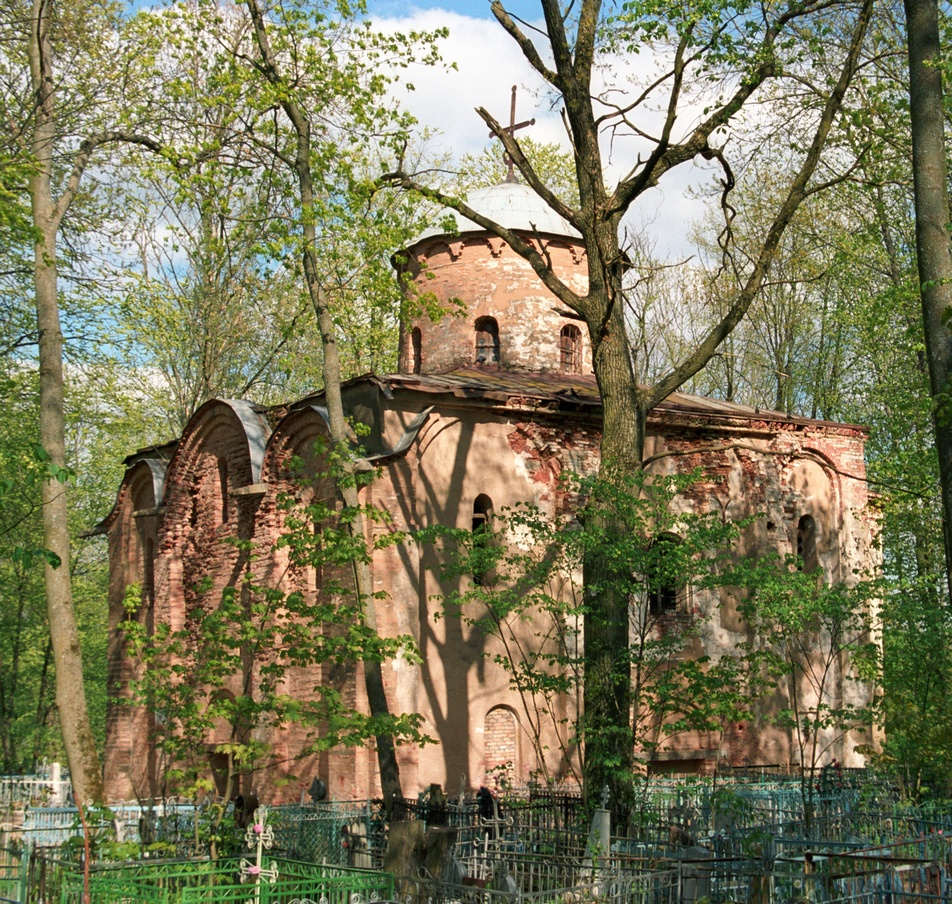
церква Петра і Павла на Синичій горі (1185)

Визначною пам'яткою, що завершила розвиток новгородської архітектури XII століття, була церква Спаса на Нередиці (1198—1199). Церква відрізнялася чудовими фресками. Вони суцільним килимом вкривали стіни і склепіння всередині храму і робили незабутнє враження своєю суворою урочистістю, багатством композиції і фарб. Нове в його архітектурному типі — це знижені бічні абсиди. Пам'ятник був зруйнований в 1941 році.
У XIII і в першій половині XIV століття складається новий спрощений тип храму: з одною вівтарною апсидою замість трьох, з восьмискатним покриттям по чотирьом фронтонам замість покриття по закомарам (по склепінню) і з мереживною прикрасою стін у вигляді западин різної форми, що викладаються з цегли. Прикладами перехідного типу храмів служать церква Миколая на Липні (1292—1294), церква Благовіщення на Городищі (1342), церква Спаса у Ковальово (1345) та церква Успіння у Волотові (1352). Всі храми мали чудовий фресковий розпис. У 1941 році вони також були зруйновані фашистами. Розквіт новгородського зодчества відноситься до другої половини XIV століття — періоду економічної могутності новгородської купецької республіки. Один з найкращих пам'ятників того часу — церква Федора Стратилата на Торговій стороні (1361—1362). В архітектурі цього пам'ятника нові форми знайшли своє найбільш досконалий вираз. Чудові фасади, увінчані типово новгородськими фронтонами, скульптурна пластика стін, барабана і купола. Ваговитість форм попереднього періоду змінилася тут стрункішими пропорціями. Частково зберігся стародавній розпис храму XIV століття, школи знаменитого живописця Феофана Грека. Не менш прекрасний, незважаючи па деякий велика кількість декорацій, Спасо-Преображенський собор на Торговій стороні (1374). Пам'ятник відомий справжніми фресками Феофана Грека. Слід також зазначити струнку церкву Петра і Павла на Софійській стороні з витонченим візерунком з трикутних западин на фронтонах і барабані голови.
Від періоду розквіту псковської архітектури збереглася низка пам'яток і у Пскові. Найкращий серед них — церква Сергія із Залужжя (XIV). Купол храму зберіг покриття із зеленої поливної черепиці. Прекрасними зразками псковської архітектури служать також церква Миколи з Усохи (1371), церква Василя на Гірці (1413), церква Успіння біля порома з дзвіницею (1521), церква Кузьми і Дем'яна. Пам'ятники дуже постраждали в 1941 році під час Другої світової війни.

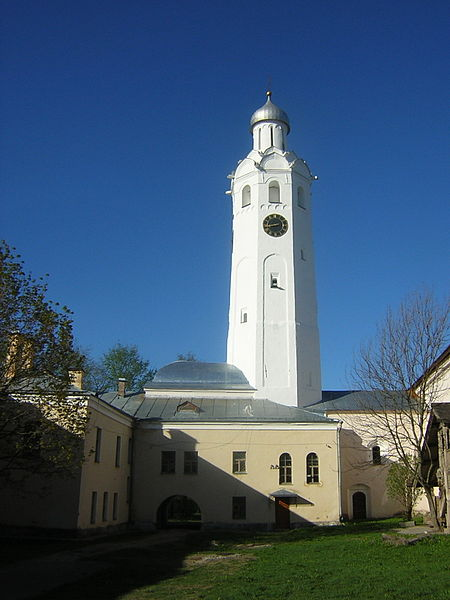
Часозвоня

У Пскові створений тип чудових дзвіниць, що відрізняються художньою простотою, стрункістю і міццю архітектурних форм. Найкраща з них — Пароменська дзвіниця (1521) з п'ятьма прольотами, що завершується зубчастими фронтонами, а також близька до неї за типом дзвіниця церкви Богоявлення на Бродах. Сильне враження справляє дзвіниця церкви Нового Знесіння у Пскові (1476). Її стрункий, простий і потужний стовп тримає на великій висоті два прольоти. До числа найкращих псковських дзвіниць належать також: двоярусна дзвіниця церкви Миколи Виявленого (1676) і велика дзвіниця Псковсько-Печерського монастиря (XV—XVII). Печерський монастир розташований поблизу Пскова і являє собою найдавніший архітектурний комплекс, в якому залишилися недоторкані пізнішими перебудовами мальовничі архітектурні куточки. У Новгороді збереглася знаменита Софійська дзвіниця, що відрізняється від псковських своїми великими розмірами. Пізніша декорація дещо подрібнила урочисту гладь її стін. Первісне зубчасте завершення її п'яти прольотів було згодом замінено двосхилим покриттям з головкою. Визначною пам'яткою давньоруської архітектури є «Часозвоня» в Новгороді (1443). За формою — це злегка звужена догори, висока і струнка восьмигранна вежа з вісьмома прольотами вгорі. Часозвоня грала роль дозорної вежі. Верх її перероблений в XVI столітті.

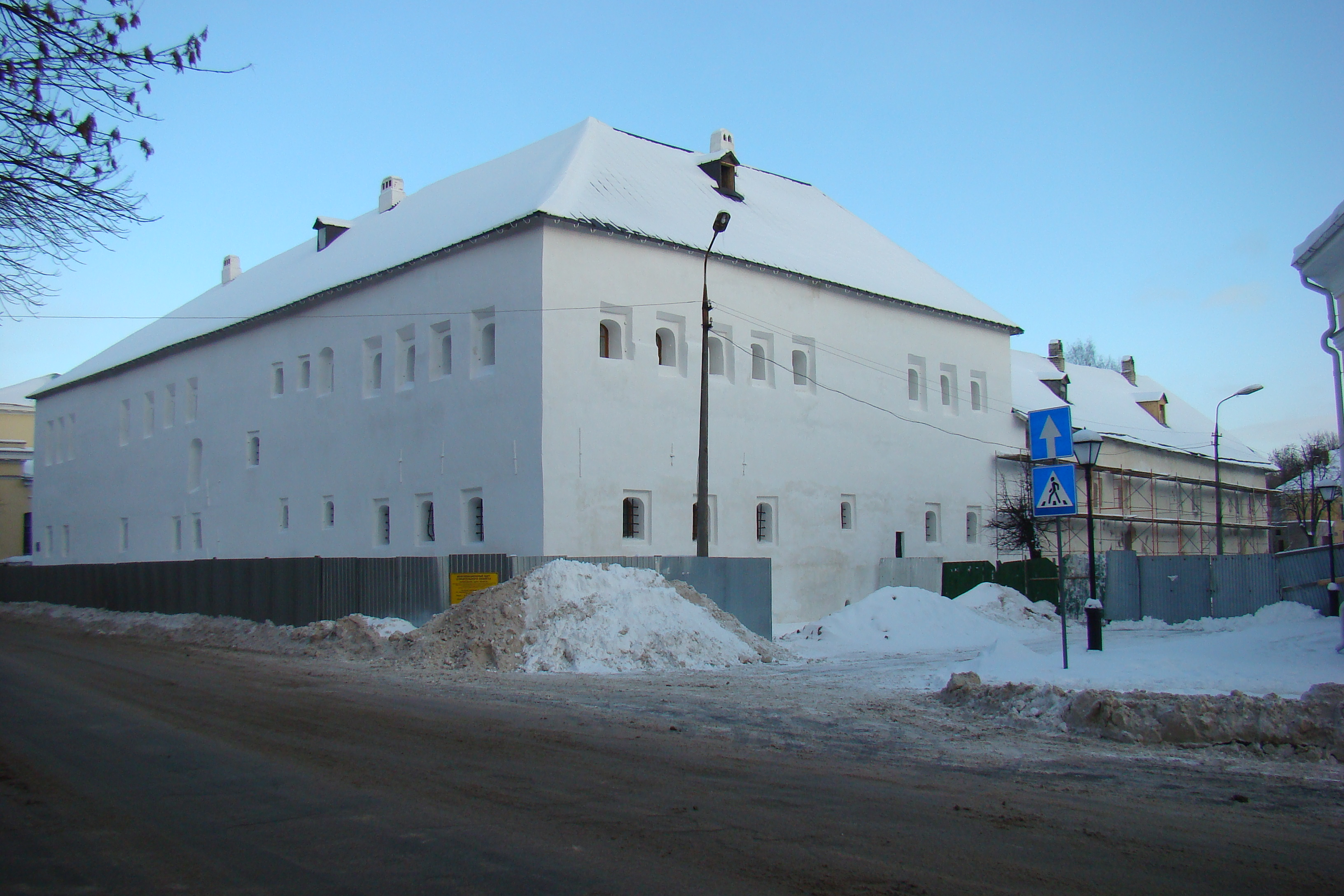
Поганкіни палати

Пам'яток стародавнього цивільної архітектури Новгорода і Пскова збереглося небагато. Серед них найбільш монументальною спорудою є Поганкіни палати — будинок купців Поганкіних (XVI—XVII) у Пскові, що представляє собою палац-фортецю з могутніми двометровими стінами, складеними з величезних каменів. В архітектурі палат та ж сувора гладь стін, на тлі яких виділяється багатим мереживним плямою тільки ґанок та живописно розташовані маленькі, що нагадують бійниці, вікна, які перспективно врізаються в товщу стін. Палати всередині перекриті склепіннями з розпалубками. Виділяється своєю архітектурою будинок Сутоцького-Яковлєва у Пскові (XVII), приклад оригінальної переробки Псковом архітектурних впливів Москви. Виключно ефектно виглядає ґанок будинку Лапіних у Пскові з круглими стовпами і мальовничими плямами арок на тлі гладких стін.

## Архітектура Московського князівства (XIV століття— початок XVI століття)
На початку XIV століття на історичну арену висувається Московське князівство. Велику роль в цьому відіграє розташування Москви на перехресті торговельних і річкових шляхів. Старий культурно-політичний центр Русі — Владимир поступово поступається своїм місцем Москві. Енергійна діяльність Івана Калити (1325—1341) в першій половині XIV століття швидко перетворила Москву в сильний військовий і економічний центр.

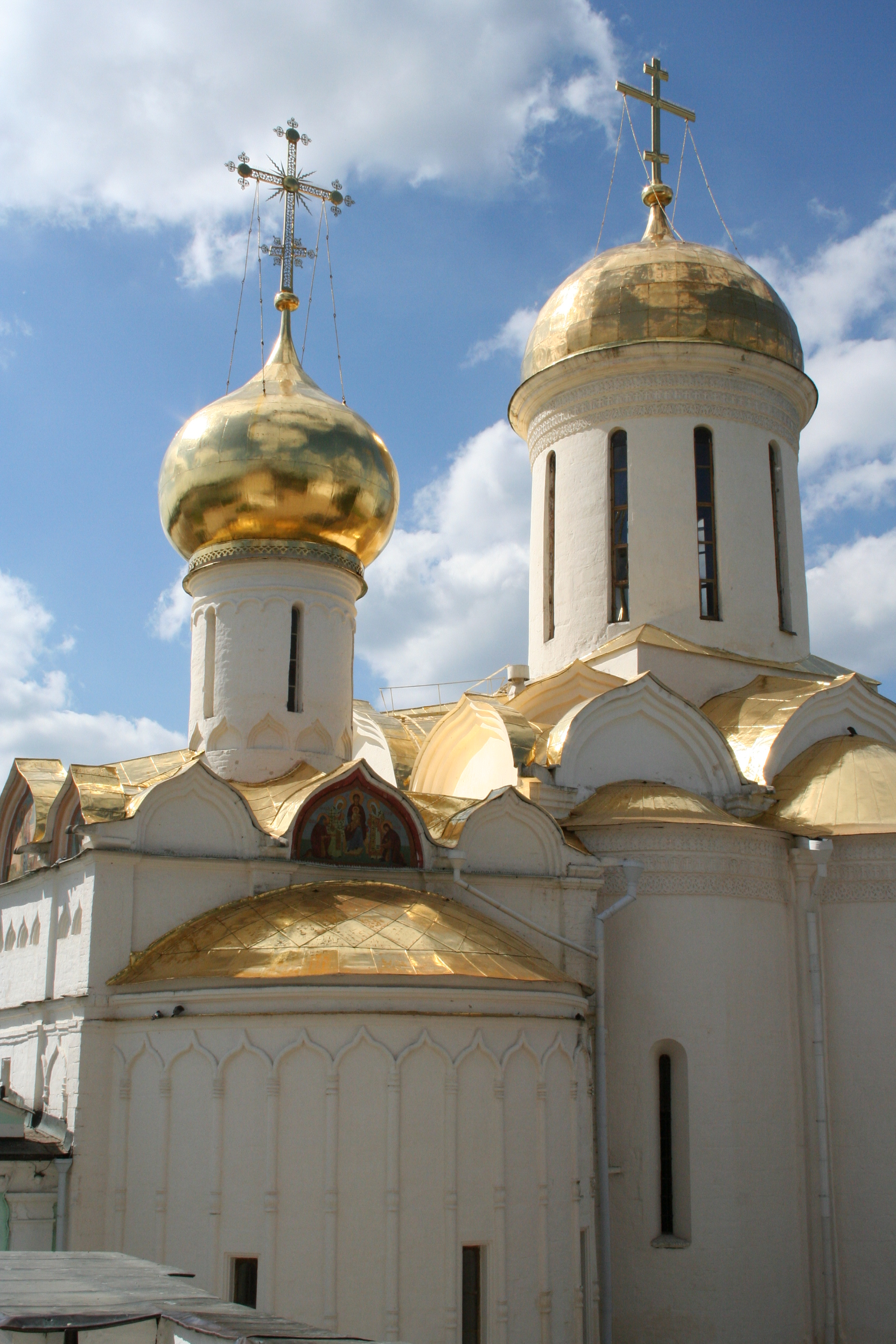
Троїцький собор Троїце-Сергіївської лаври (1422)

Рання московська архітектура розвивається під впливом зразків володимиро-суздальської архітектури XII—XIII століть, що уціліла від татарського погрому. Перші спроби монументального будівництва відносять до часів Івана Калити. Літописи згадують про чотири кам'яні храми і про будівлі дубових стін Кремля в Москві (1329). При Дмитрії Донському Московський Кремль вперше був обнесений кам'яними стінами (1367). Велика будівельна діяльність розгортається після Куликовської битви, при сині Дмитра Донського — Юрію Звенигородському. До нас дійшли такі пам'ятники XIV—XV століть: собор Савино-Старожевського Звенигородського монастиря (1405), Троїцький собор Троїце-Сергіївської лаври (1422), в якому зосереджені пам'ятники стародавнього станкового живопису знаменитого Андрія Рубльова (XV) і Симона Ушакова (XVII), і, нарешті, Троїцький собор Олександрівської слободи (1428—1434). Будівельною технікою цієї пори є білокам'яна кладка, що поступово витісняється цеглою.

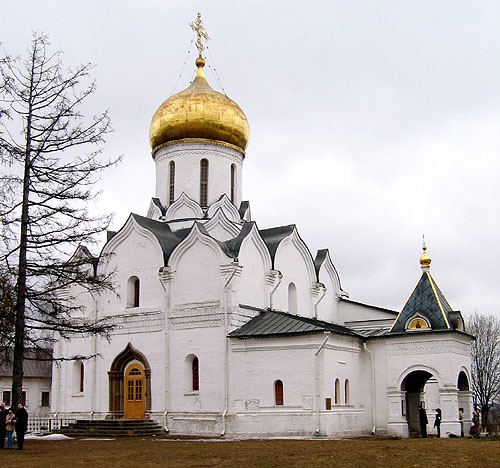
собор Савино-Старожевського Звенигородського монастиря

Успенський собор в Звенигороді (1399) становить величезний інтерес як ранній приклад використання і творчої переробки зразків володимиро-суздальської архітектури. Звенигородський собор «на Городку» на перший погляд відтворює володимиро-суздальський тип малої чотиристовпної одноглавої, зі шоломоподібним куполом церкви. Однак це тільки зовнішня схожість. По суті, тут намічається зародження архітектури іншої і за формою, і за своїм ідейним змістом. Замість аркатурного фриза будівлю на половині своєї висоти опоясує горизонтальний мереживний білокам'яний пояс, який повторюється нагорі абсид і барабана купола. Строга напівциркульна арка XII століття змінюється загостреною динамічною аркою порталів і закомар. Володимиро-суздальська архітектура дає її тільки в зародковому стані в порталах Георгіївського собору в Юр'їв-Польському. Соковите профілювання пілястр і арок стає плоским і млявим. Пілястри стін і арки закомар стають декоративними, так як в більшості випадків їм не відповідають стовпи і склепіння всередині, так само строго конструктивно, як це мало місце в архітектурі XII—XIII століть. Є підстави вважати, що вже в цих ранніх творах Московського зодчества на покрівлі з'являються ряди кокошників, що здіймаються ярусами до барабану. У цьому позначилося прагнення архітектора висловити в архітектурі нові ідеї, а саме — всіма засобами створити єдність зовнішніх мас храму і їхню напружену спрямованість вгору. Ту ж мету переслідує архітектор, об'єднуючи внутрішній простір шляхом відмови від членування стін пілястрами і застосовуючи наростаючі до купола ступінчасті склепіння. У цей період пошуків (XIV століття — початок XV століття) намітилися ідеї і форми, які передбачили динамічні композиції увінчаних ярусами кокошників шатрових і безстовпних храмів XVI—XVII століть.

## Архітектура російських ансамблів
XVII століття є епохою розквіту архітектури російських ансамблів — кремлів і монастирів. Традиції цього великого мистецтва досягають виняткового блиску в XVII столітті, чому сприяє політичне і економічне зміцнення держави. Створення міцних форпостів диктувалося важливими державними і політичними міркуваннями. Від центральних областей Московського князівства вглиб країни, на північ, схід, захід і південь йшов планомірний наступ. Туди, де не могла пройти армія, прямували ченці, засновуючи монастирі. Разом з арміями йшли архітектори, створюючи фортеці і кремлі або зміцнюючи вже створені опорні пункти монастирів. У неспокійну епоху об'єднання країни при Івані III і Івані Грозному в XV—XVI століттях виникає величезна кількість укріплених пунктів: фортець, кремлів і монастирів, в розміщенні яких видно певний єдиний задум і стратегічний план. Мережа цих форпостів концентричними кільцями наростає від Москви до кордонів держави. В центрі створюється головна фортеця — Московський Кремль (XV—XVI століття). Навколо нього ціла мережа укріплених монастирів: Донський, Новоспаський, Андронів, Новодівочий і ін. Далі виникає наступна укріплена лінія монастирів і кремлів: Саво-Строжевський в Звенигороді та Йосифо-Волоколамський монастирі, Троїце-Сергієва Лавра, Кремль у Можайську, укріплені кремлі в Коломні, Зарайську , Серпухові, Тулі тощо.

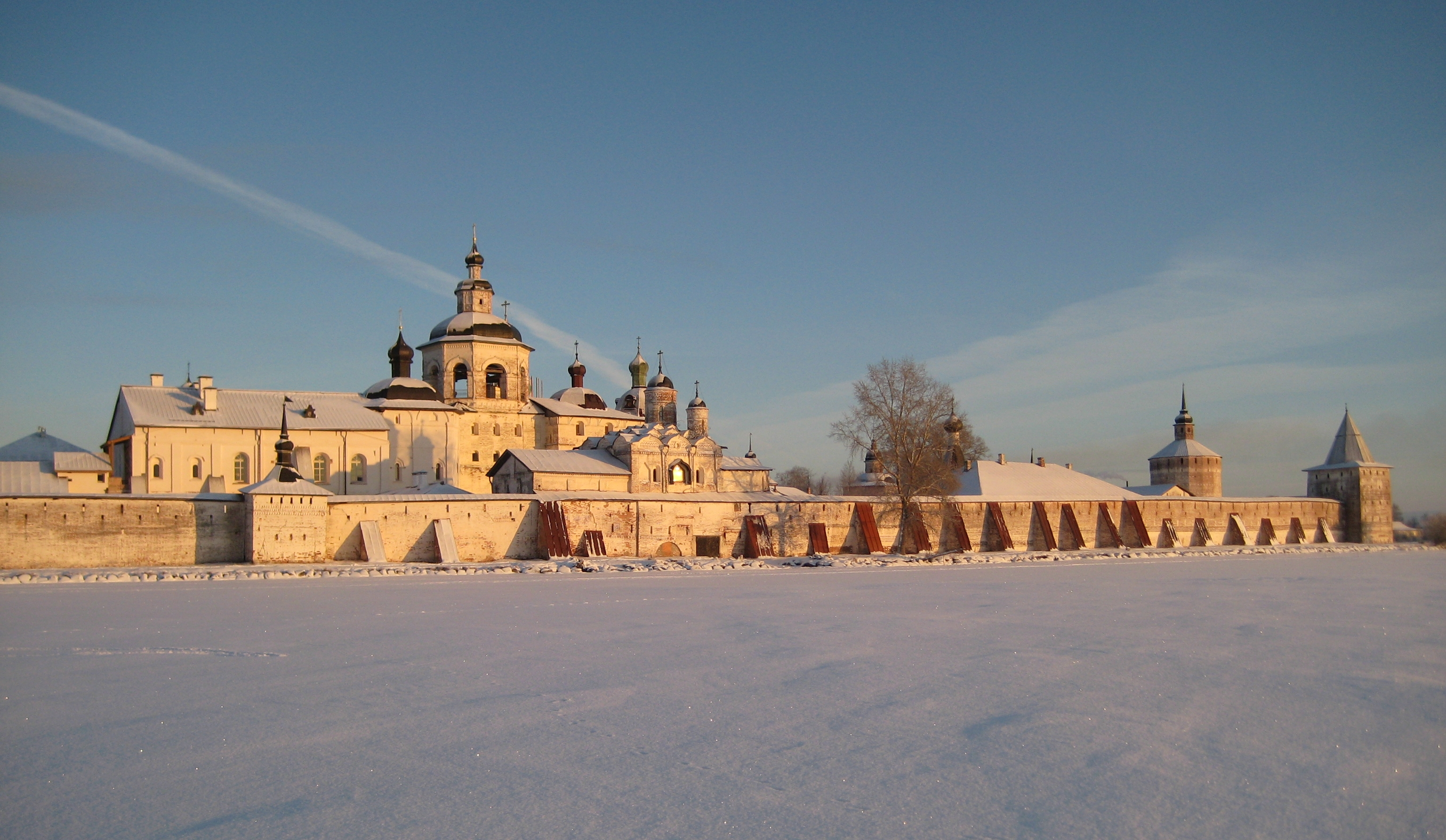
Кирило-Білозерський монастир

На півночі виникають укріплені монастирі: Кирило-Білозерський монастир, Ферапонтовський монастир, на крайній півночі форпостом є знаменитий Соловецький монастир, на західних кордонах виникає фортеця Іван-город, знову зміцнюються фортеці Ізборськ, Копор'є, Новгородський і Псковський кремлі, створюється грандіозний Смоленський кремль, названий «перлиною Росії». Якщо XV—XVI століття — епоха напруженої боротьби Івана III і Івана Грозного — характеризуються виникненням кремлів і монастирів, головним чином, як кріпаків споруд, з суворою архітектурою потужних стін і веж, то XVII століття, період зрослої могутності російської держави, розширення її меж і зміцненням безпеки, знаменується перебудовою, завершенням старих і створенням нових величних ансамблів, перетворенням їх з фортець в архітектурні центри міст і населених пунктів.

### Російські кремлі
Найкращим ансамблем XV—XVII століть є Московський Кремль. Закладений при Івані III, як першокласна фортеця, Кремль в XVII столітті змінює свій характер, і перетворюється в величний архітектурний центр Москви, набуває ту чарівну красу, яку він зберіг до наших днів. Грізні зубчасті вежі його отримали стрункі і мальовничі багатоярусні намети (XVII), за його стінами були споруджені в 1636—1679 роках нові палаци — Теремний і Потішний, в XVIII столітті був побудований Арсенал (1702—1787), в XIX столітті споруджено Великий Кремлівський палац і Оружейна палата (1838—1842). Незважаючи на різний характер архітектури, ці споруди не послабили художньої цілісності грандіозного ансамблю. Виключно сильне враження справляє Кремль з боку Москви-ріки, особливо його центр, до складу якого давню соборну групу. Дзвіниця Івана Великого об'єднує і завершує цей ансамбль. Не менш сильне враження справляє Кремль з боку Красної площі, що становить також один з найкращих архітектурних ансамблів. Московський Кремль своєю архітектурою послужив зразком для споруд цілого ряду кремлів в інших стратегічних центрах, які захищали підступи до Москви.
Збереглися залишки стін і веж величезного Кремля в Коломні, закладеного в XV і побудованого в XVI столітті. Збережені частини свідчать про красу і монументальність споруди. Дійшли до нас вежі, побудовані з цегли: прямокутні, круглі, багатогранні, що відрізняються великою стрункістю і лаконізмом форм. Чудовим зразком є так звана «Маринчина вежа», що досягає великої висоти: понад 40 метрів.

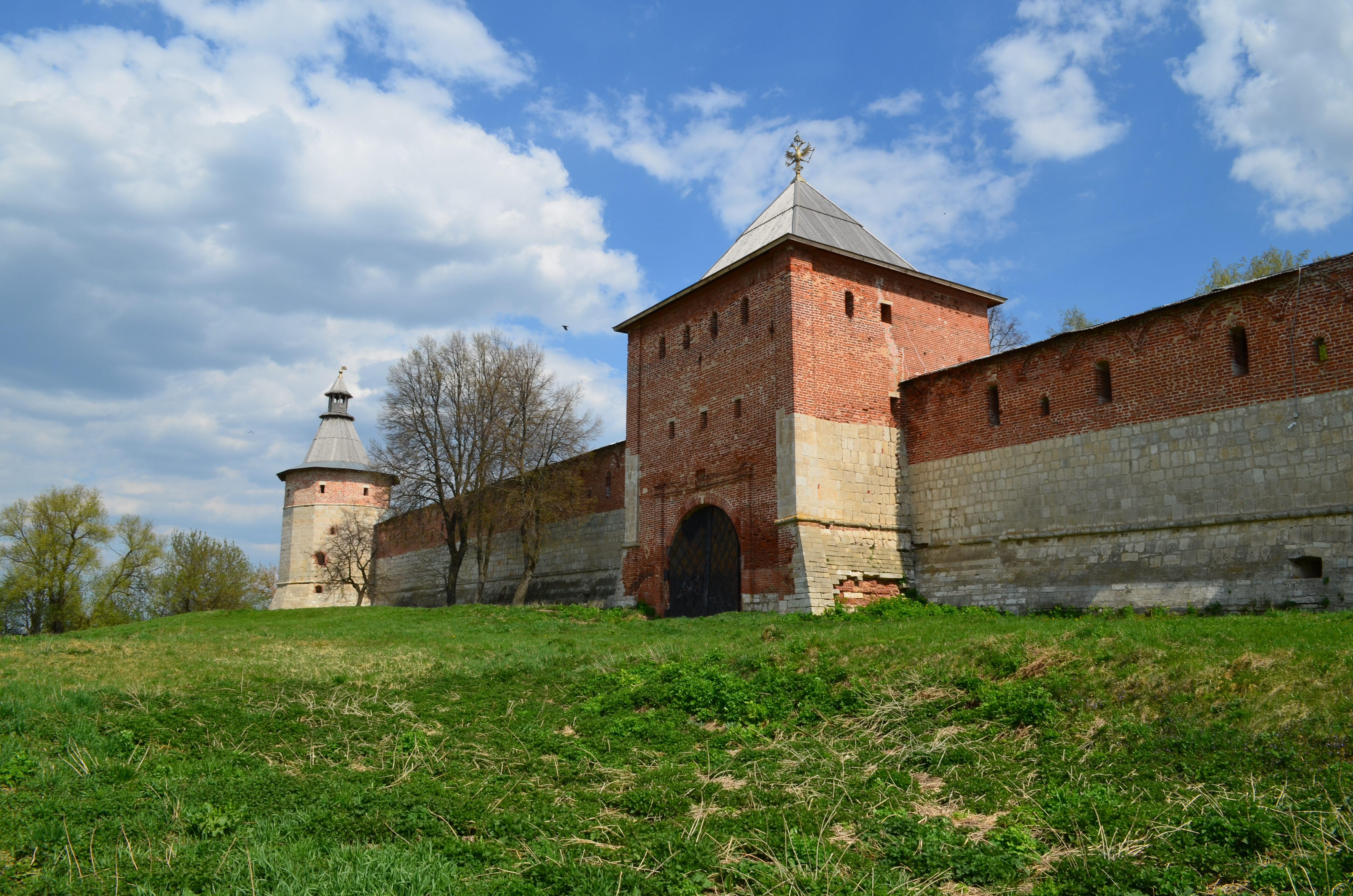
Зарайський кремль

Від Кремля в Серпухові, побудованого з величезних тесаних білих каменів, збереглися тільки окремі фрагменти стін. У схоронності дійшли до нас стіни і вежі Кремля в Зарайську, споруджені в XVI столітті. У плані — це строгий прямокутник з в'їзними баштами в середині довгих сторін і круглими вежами, увінчаними шатрами, по кутах. Добре зберігся і Кремль в Тулі, що представляє в плані теж прямокутник. Стіни і башти цього Кремля роблять значне враження. Побудований наприкінці XVI століття Смоленський кремль, творцем якого був російським майстер Федір Кінь, є одним з геніальних творів російської фортечної архітектури XVI—XVII століть. Довжина цього гіганта близько 6 кілометрів, кількість веж — 32. Монументальність споруди, краса архітектурних форм, величезний обсяг робіт і короткі терміни їхнього виконання ставлять споруду в число своєрідних чудес техніки тієї епохи. Смоленськ — форпост на шляху до Москви. З моменту свого виникнення він не раз виправдовував це призначення. Дійшов до нас знаменитий Кремль Великого Новгорода. зберіг значну частину своїх давніх споруд, незважаючи на всі пізніші нашарування і переробки. Центральною групою за його стінами є Владичний двір із храмом Софії, побудованим в XI столітті, вежею-дзвіницею, Грановитою Палатою, Ліхудовським, Нікитським, Іоаннівським корпусами, архієрейським палацом і Софійською дзвіницею. Кремль обнесений стінами, які багато разів перебудовувалися — при Івані III, Івані Грозному, Петрі I. У Псковському Кремлі збереглися залишки стін і веж, а також побудований на місці стародавнього храму Ново-Троїцький собор. Цей ансамбль досі вражає мальовничим природним оточенням. Він розташований на вузькій стрілці між ріками Псков і Великою. Збереглися монументальні залишки стін і веж фортець в Копор'ї, в Ізборську і знаменита фортеця Іван-город під Нарвою.

### Російські монастирі

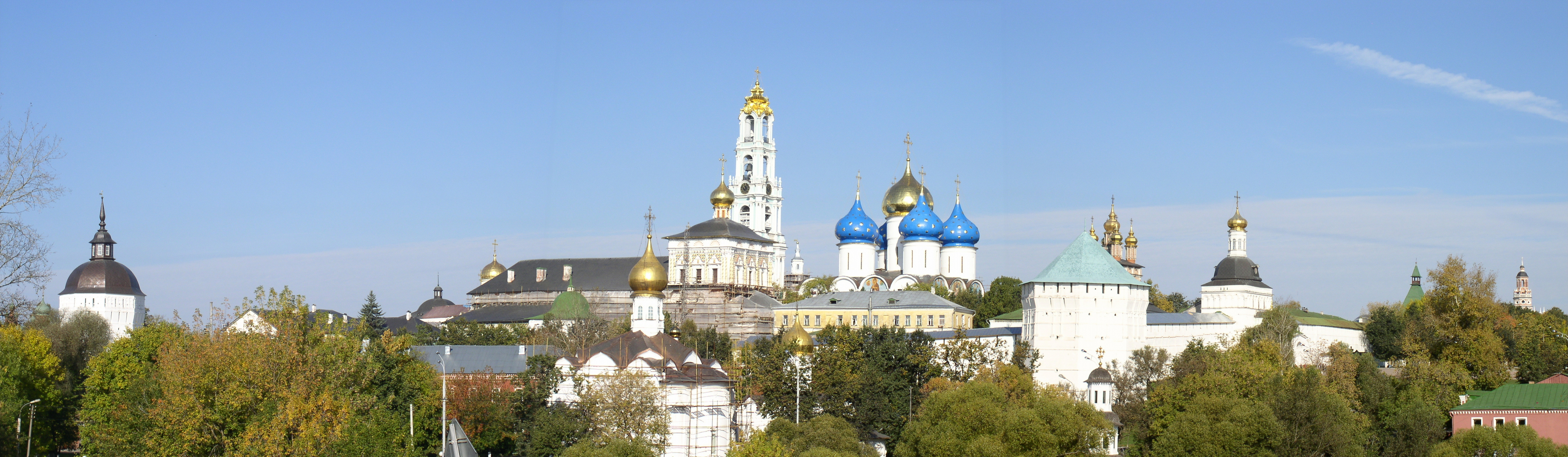
Троїце-Сергієва лавра

Якщо Московський Кремль служив центром державної влади і тому був зразком для інших кремлів і фортець, то прототипом створення укріплених монастирських ансамблів послужила Троїце-Сергієва лавра в Загорську, що була центром церковної влади. Цей ансамбль створювався протягом XIV—XIX століть і зберігся у всій різноманітності архітектурних форм різних епох і різних стилів, що мінялися протягом минулих п'яти століть. Він являє собою досконалий зразок архітектурного єдності, як сам по собі, так і в поєднанні з навколишньою природою. Ансамбль лаври увінчаний вертикаллю дзвіниці, збудованої архітектором Ухтомським в XVIII столітті. Центр монастиря зайнятий групою древніх соборів: Троїцьким, Успенським, і палацовими спорудами. Значним елементом ансамблю є трапезна, зведена в XVII столітті. Літописні джерела свідчать, що стосовно устрою фортечних стін і веж давалися постійні посилання на лавру, як на зразок.
У цю епоху виник такий чудовий ансамбль, як Йосифо-Волоколамський монастир (XIV—XVII), в якому поєднується строгість архітектурних форм з багатством декоративного оздоблення і гармонійним поєднанням з навколишньою природою. Над ансамблем височіла витончена багатоярусна дзвіниця в стилі московського бароко, зруйнована німцями в період Другої світової війни. На Півночі був створений величезний комплекс Кирило-Білозерського монастиря (кінець XIV—XVII століття). Характер ансамблю відповідає суворій красі північної природи. Архітектура його стін і веж відрізняється лаконізмом, що прекрасно поєднується з витонченими і простими формами в оздобленні його храмів та інших будівель. Комплекс не одержує архітектурної вертикалі, як це має місце в ансамблях Москви; він широко розкинувся серед великих водних просторів і безкраїх далей північної природи. В цілому — архітектура монастиря являє приклад вдалого поєднання Новгородських і Московських впливів. У XVII столітті майже цілком був створений Новодівочий монастир в стилі московського бароко. Його архітектура відрізняється стрункістю, великою витонченістю і декоративним багатством ажурних форм. Весь ансамбль з його міцною огорожею, храмом, трапезною та іншими будівлями, увінчаний витонченою і стрункою дзвіницею, належить до числа найкращих творінь російських майстрів. З боку ставу монастир, відбиваючись у воді, особливо мальовничий.

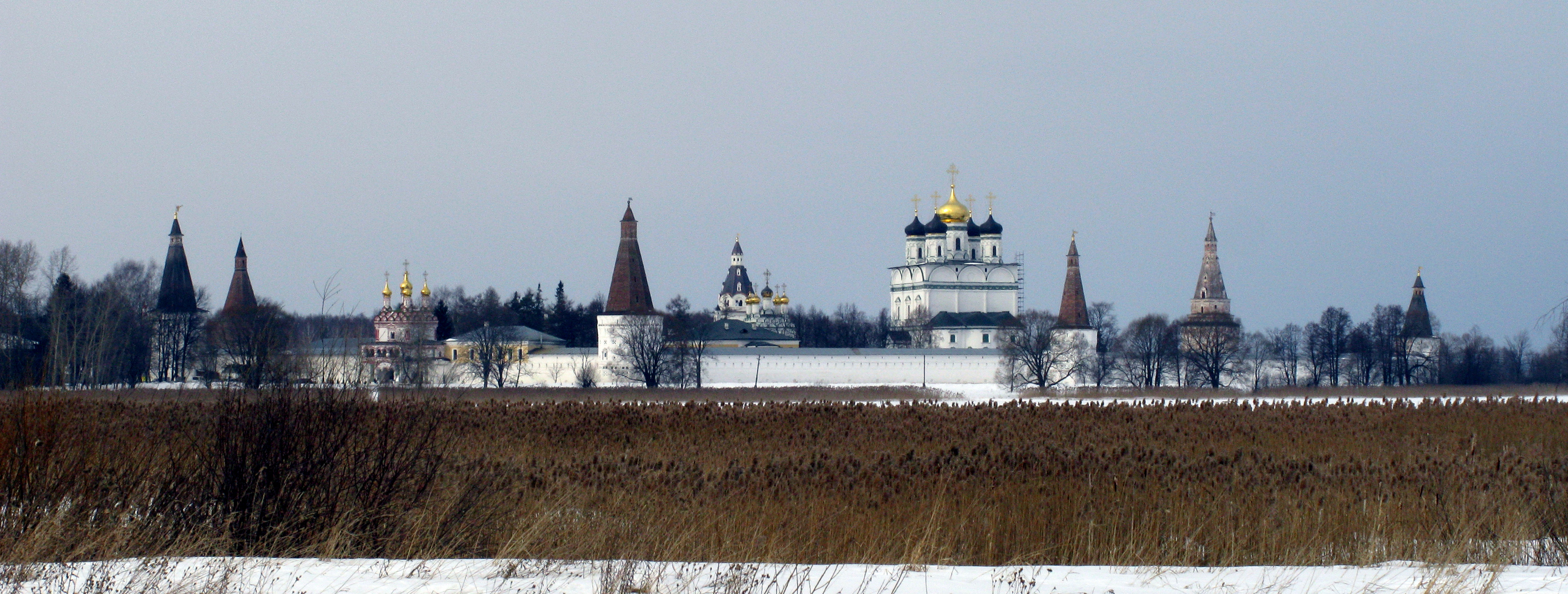
Йосифо-Волоколамський монастир

До другої половини XVII століття відноситься створення Ново-Єрусалимського монастиря на Істрі, в архітектурі якого поєднується смілива фантазія в композиції і формах з багатством багатоколірного оздоблення. Монастир будував патріарх Никон, взявши за зразок Єрусалимський храм. Однак, за своєю архітектурою, монастир являє собою чисто російський оригінальний твір, в якому чудовий шатровий храм об'єднує весь ансамбль. Інтер'єри шатрового храму були оброблені з винятковою пишністю за проектом Растреллі в XVIII столітті. Монастир сильно постраждав у 1941 році.
У Ростово-Суздальському князівстві виникають в XVII столітті монастирі, що представляють, за своєю архітектурою, оригінальну гілку російських ансамблів як в окремих своїх спорудах, так і по композиції цілого. Найкращим твором є Ростовський Кремль і споріднений йому по архітектурі Борисоглібський монастир під Ростовом. Особливістю композиції цих комплексів є перетворення їх в декоративні фортеці. Це символізується тим, що прямо на фортечні стіни винесені надбрамні храми з декорованими відкритими аркадами, в яких вже не було нічого фортечного. Дещо відрізняється від цих споруд величезний Спасо-Єфимівський монастир у Суздалі. Тут замість надбрамних церков декоративне багатство перенесено на вежі. Особливою красою відрізняється головна в'їзна вежа. У Суздалі в значній мірі зберігся Кремль з Різдвяним собором XII—XVII століть, палатами XIV—XVII століть і шатрового дзвіницею. Як і Ростовський Кремль, так і всі інші Ростово-Суздальські монастирі не увінчуються вертикалями дзвіниць. Вони мають характерні дзвіниці псковського, новгородського типу. Всі ці пам'ятники, крім величезного науково-історичного інтересу, є джерелом вивчення принципів і форм національного російського зодчества і є школою архітектурної майстерності, вищий прояв якого становить архітектурний ансамбль.

## Російська дерев'яна архітектура
Більшість форм національної архітектури Росії була вироблена в дерев'яній архітектурі. Деревина довгий час була найдоступнішим будівельним матеріалом в краї і передувала появі і використанню каменю і цегли в національній архітектурі. Деревина також століттями залишалась найдоступнішим будівельним матеріалом для всіх прошарків російського суспільства від періодів родоплемінного до десятиліть капіталізму. Дерев'яна архітектура Росії не зникла і в період впровадження кам'яної архітектури, в періоди, коли її витісняла архітектура кам'яна чи з інших тривких матеріалів, народивши компромісні варіанти — підмурки або перший поверх кам'яний (цегельний), другий — дерев'яний.
На відміну від іншого, дерев'яна архітектура російських земель не запозичена у татаро-монгол чи в італійських, універсально обдарованих майстрів. Також на неї мало звертали уваги російські імператори 18 ст., тому її не регулювали царськими наказами Петро I, Єлизавета Петрівна, Катерина II.
У практиці використовували колоди довжиною 5-10 метрів, лише іноді 12-16 метрів, якщо такі знаходили. Спроби видовжувати колоди (дві в одну) були рідкими, будували впритул самі зруби один за одним. Там, де неможливо було використати цілу колоду, її обробляли — в брус, в пластину (половина колоди). Аби уникати монотонності дерев'яних споруд із фактично типових деталей (пізніше ними стануть калібровані колоди), розробили виразні об'єми і додавали своєрідні деталі. Так, була вироблена ціла низка типів лиштви і різноманітних дерев'яних дахів, серед яких :
- двошатрові (двопохилі)
- чотиришатрові
- восьмишатрові
- шолом
- проста бочка
- хрещата бочка
- шатро.

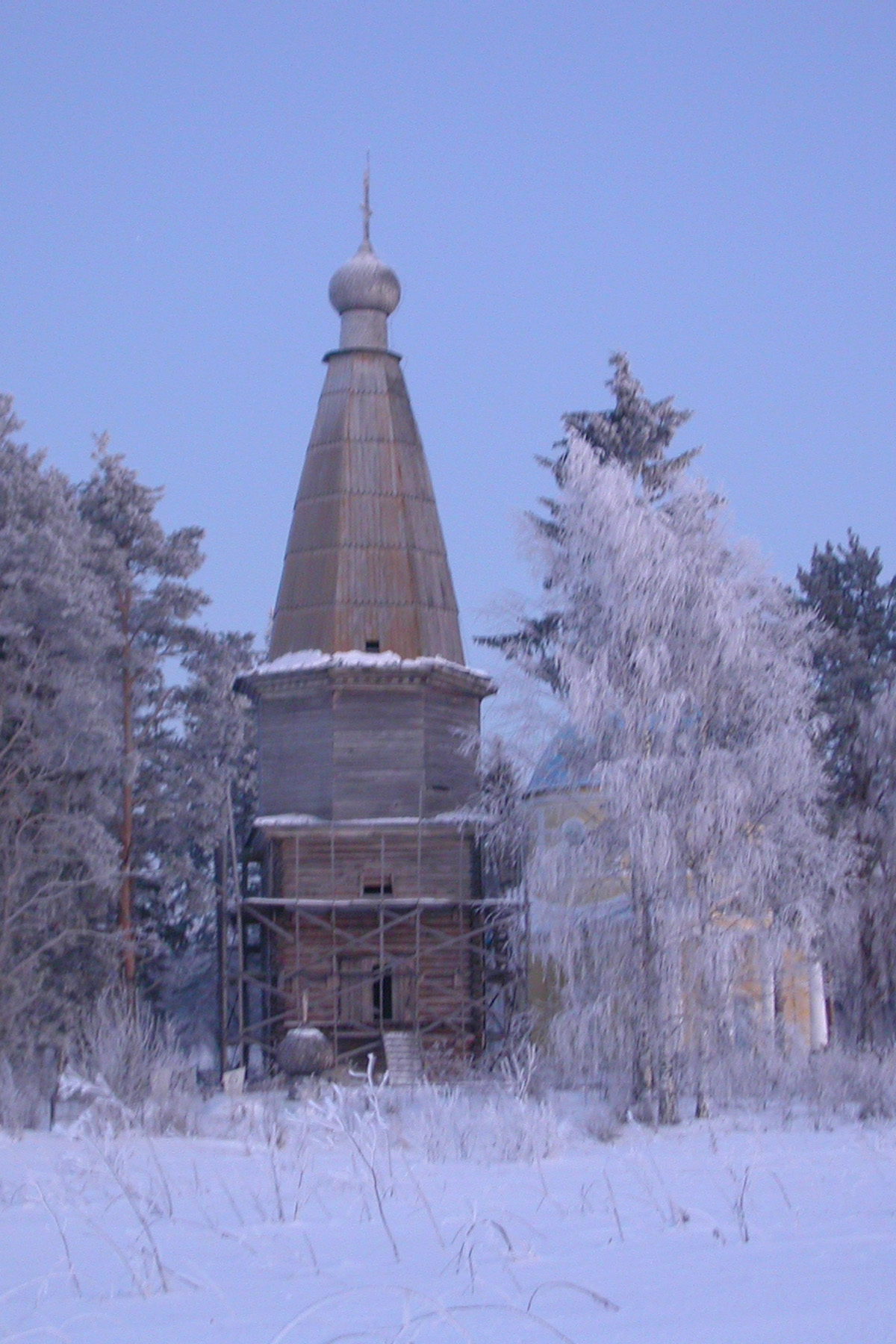
Церква Різдва Христова, Велика Шалга. До 1745 р.

Російська архітектура мала період в декілька століть, коли все будували саме з дерева — фортеці (кремлі), житла і господарські споруди, монастирські огорожі і сакральні споруди, вимощення вулиць, мости тощо. Серед дерев 'яних споруд давнини — перший Софійський собор в Новгороді (989 р.), Успенський собор в місті Ростов (992 р.), фортечні мури Московського Кремля (1339 р., до перебудов в кам'яні)
Монотонну, перебільшено низку, пересічну забудову селищ і російських міст (що мало зовнішньо відрізнялись від селищ Московії) треба було урізноманітнювати. Цю функцію виконували вежі дерев'яних фортець, церкви та вітряки, що збагачували силуети поселень і слугували висотними орієнтирами-домінантами, а на узбережжях річок і Білого моря ще й маяками. Пізніше до них додали високі дзвіниці. Суворі мури споруд прикрашали різьбою по лиштві, на стовпах. В центральних районах Московії, де вдосталь сонячного світла, використовували рельєфну різьбу. В північних районах з тьмяним освітленням і безліччю похмурих, дощових днів мала поширення наскрізна різьба. Традиція прикрашати житлові споруди різьбою дожила до 20 століття. Особливо різноманітно були розроблені типи російської лиштви, часто неповторно-індивідуальних в окремих поселеннях.

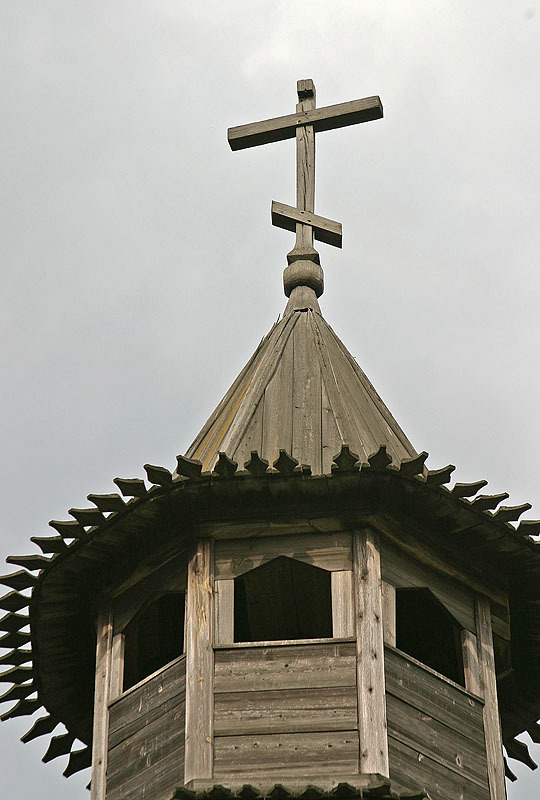
Коломенське, дах-шатро.
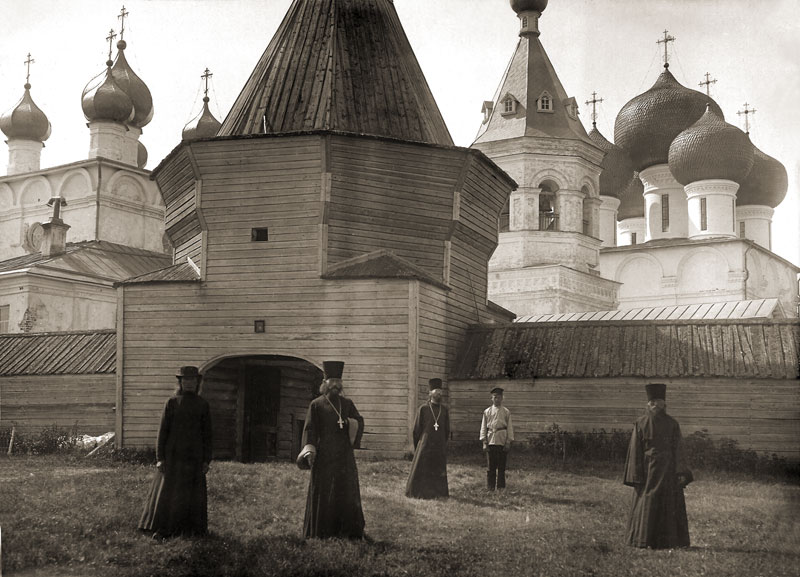
Северодвінськ, колишній Ніколо-Корельський монастир, фото 1906 р.
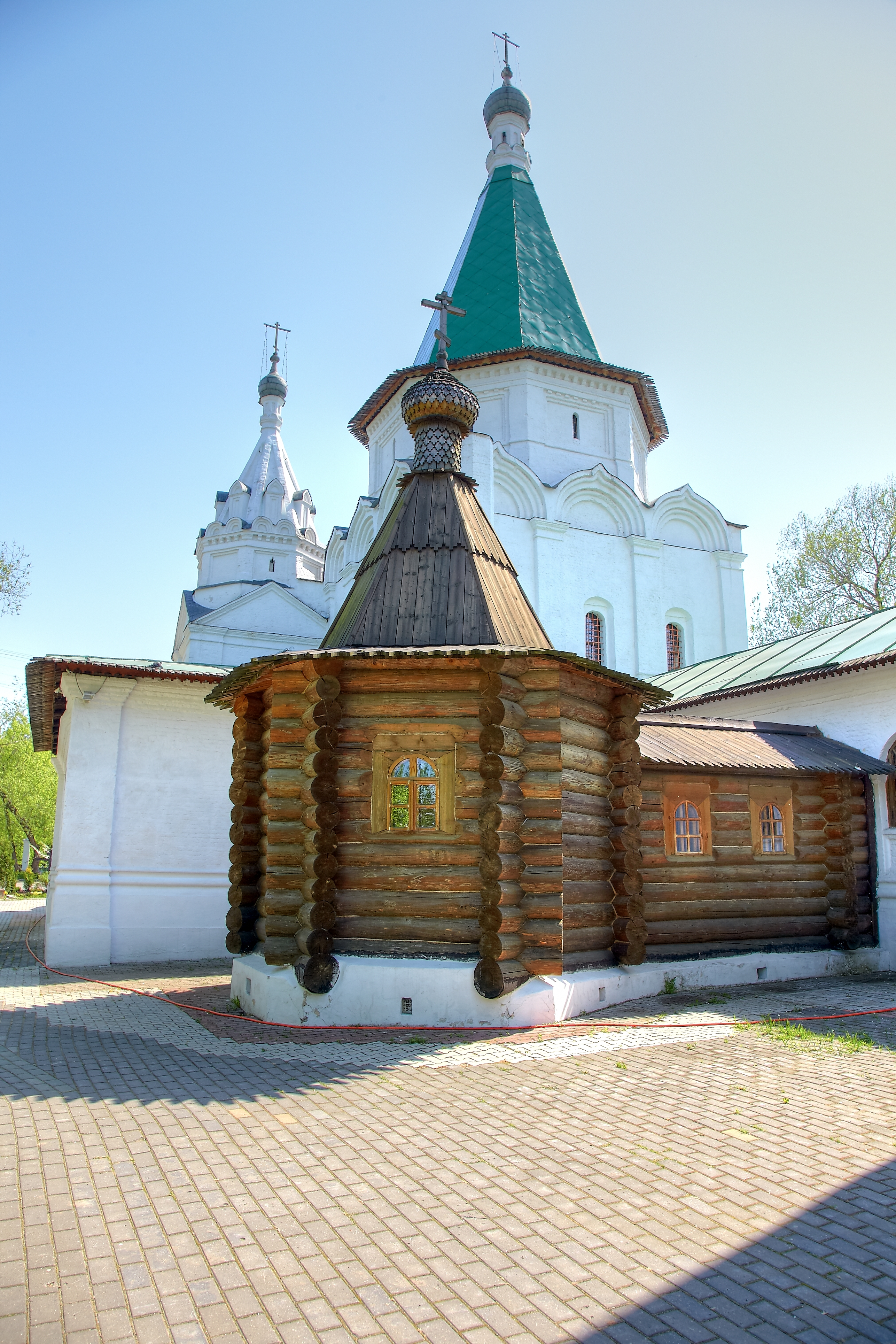
Троїцьке-Голенищево (Москва), сполучення дерева і каменя.
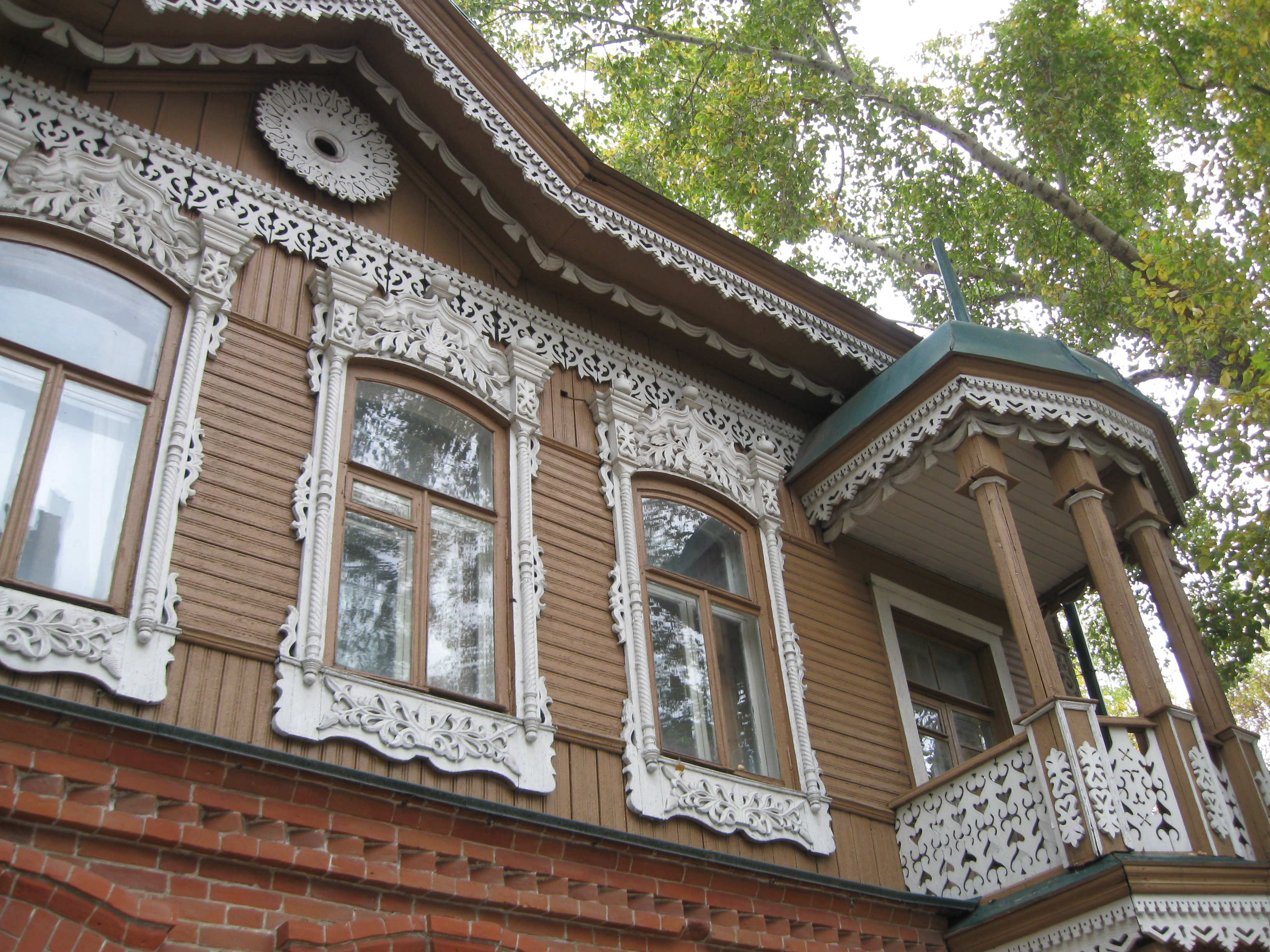
Новосибірськ, декор будинку.
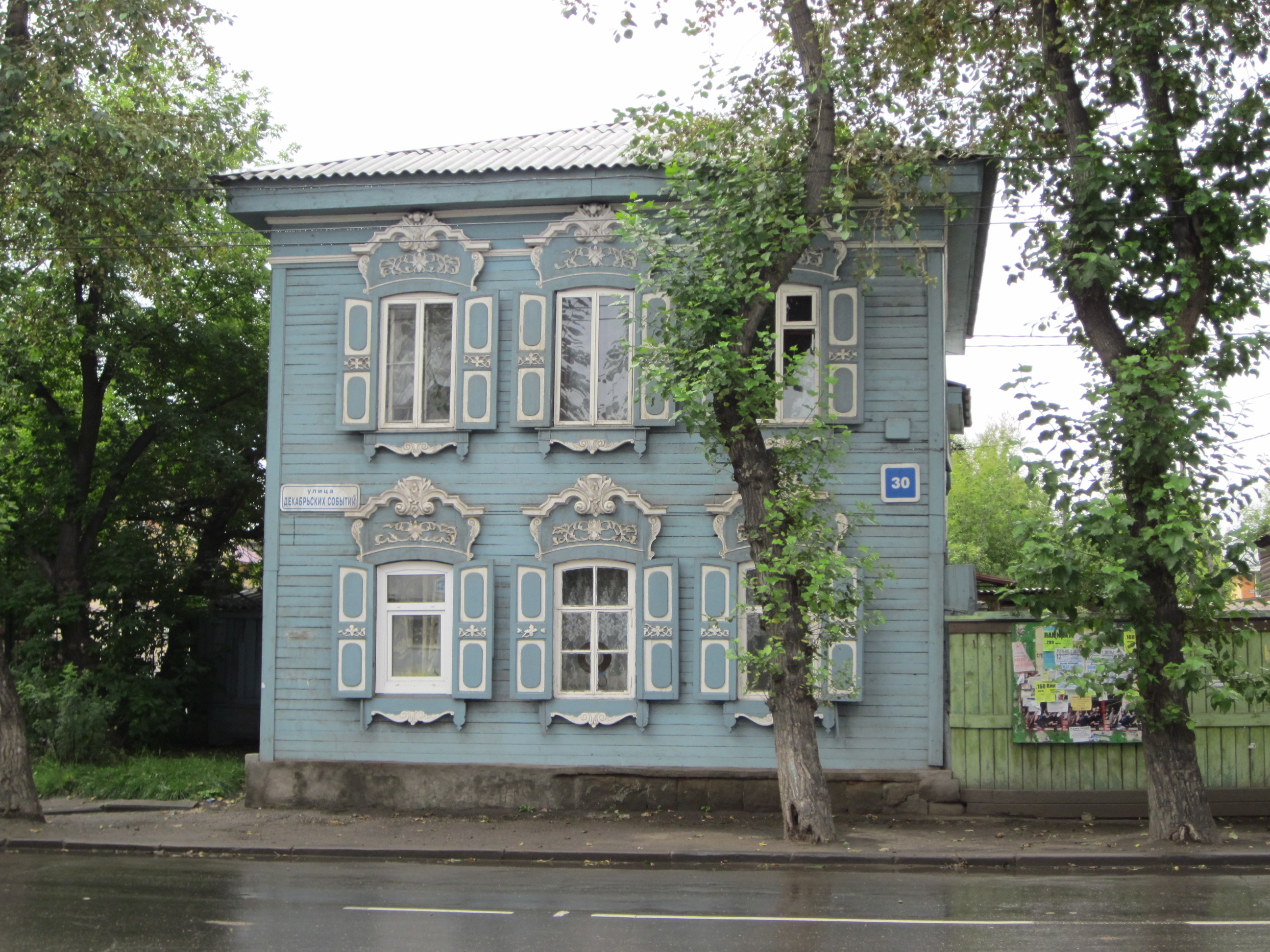
Іркутськ, дерев'яний будинок 19 ст.
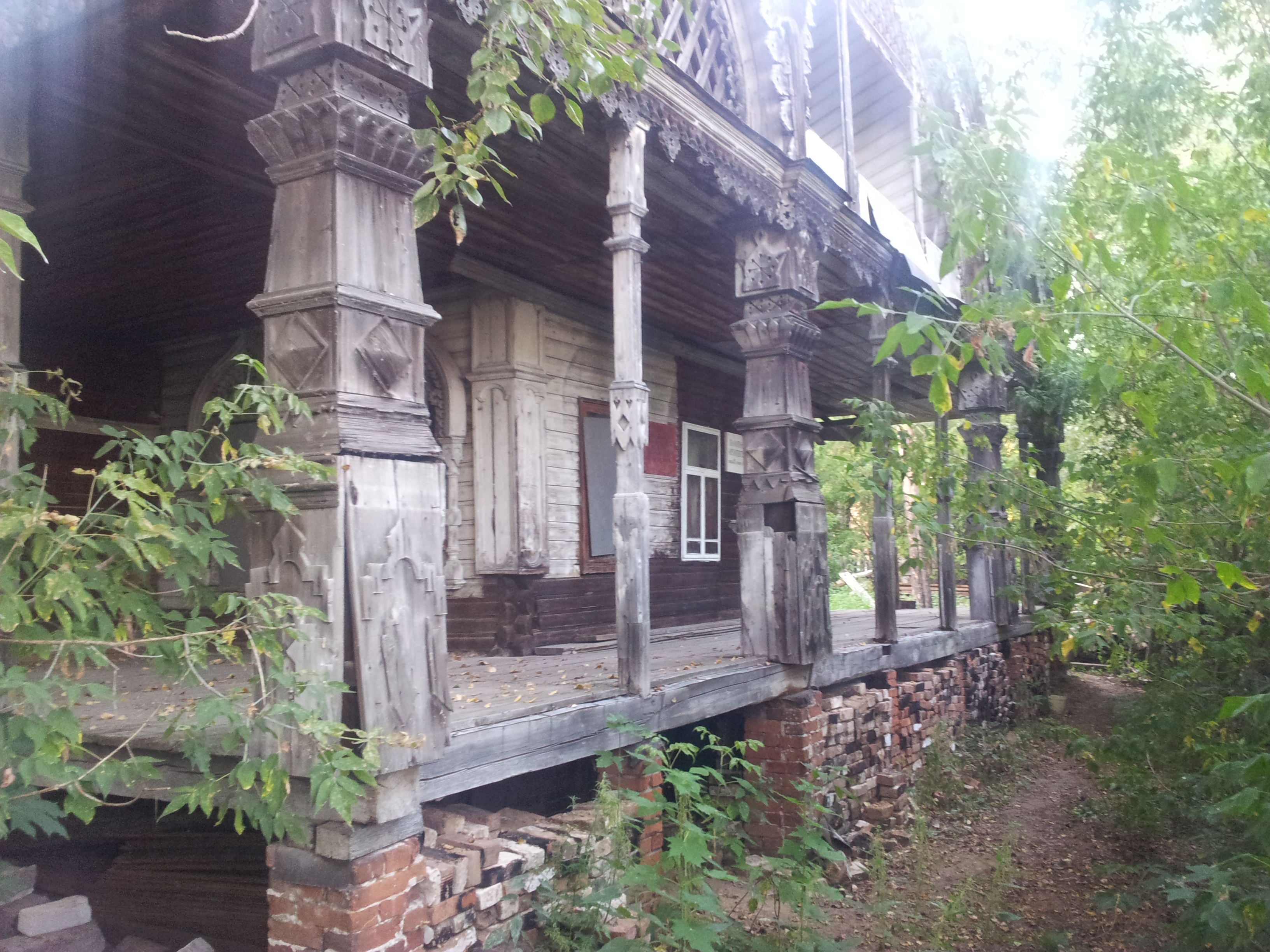
Дача Сінакевича, різьба.
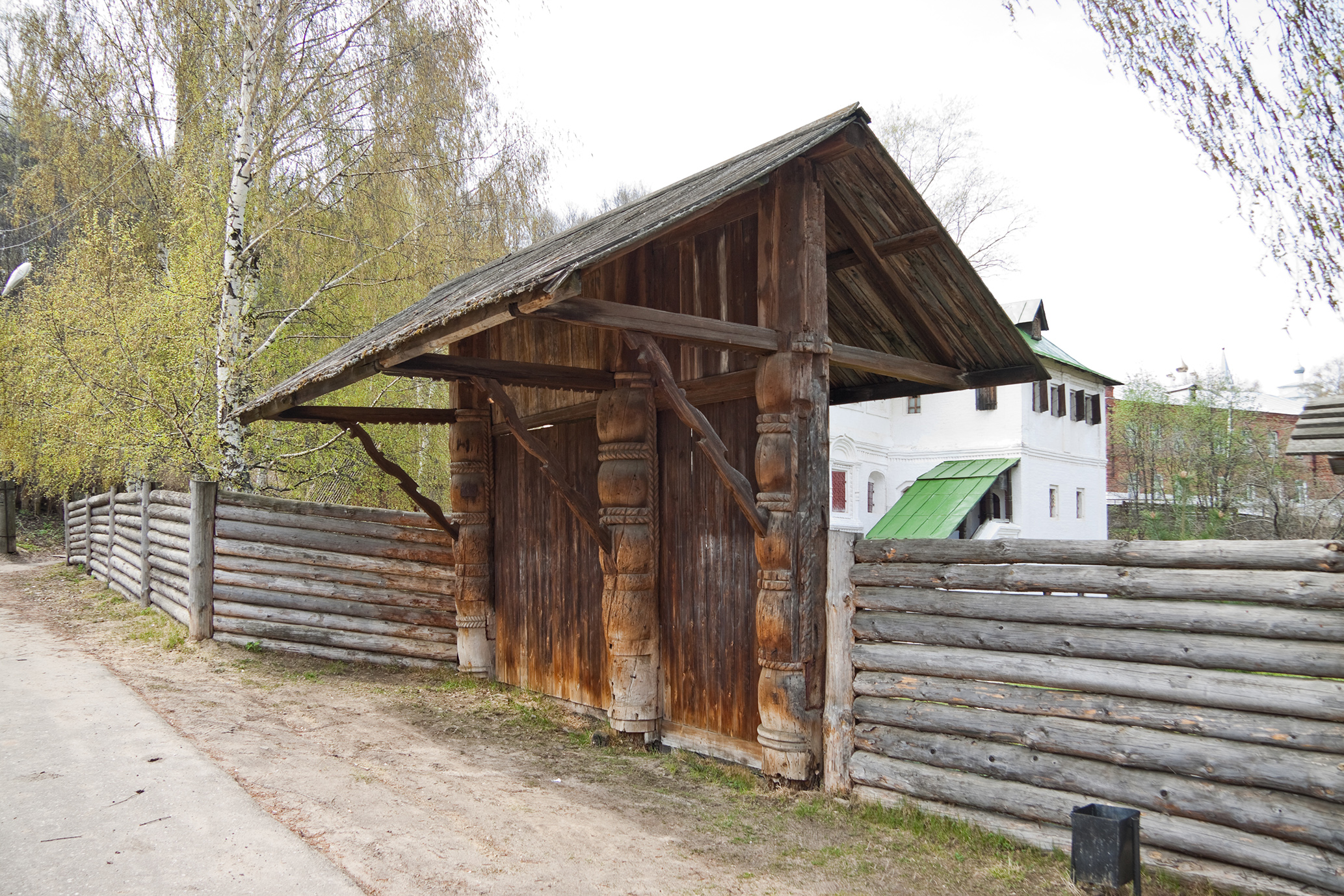
м. Гороховець, тин і дерев'яні ворота.
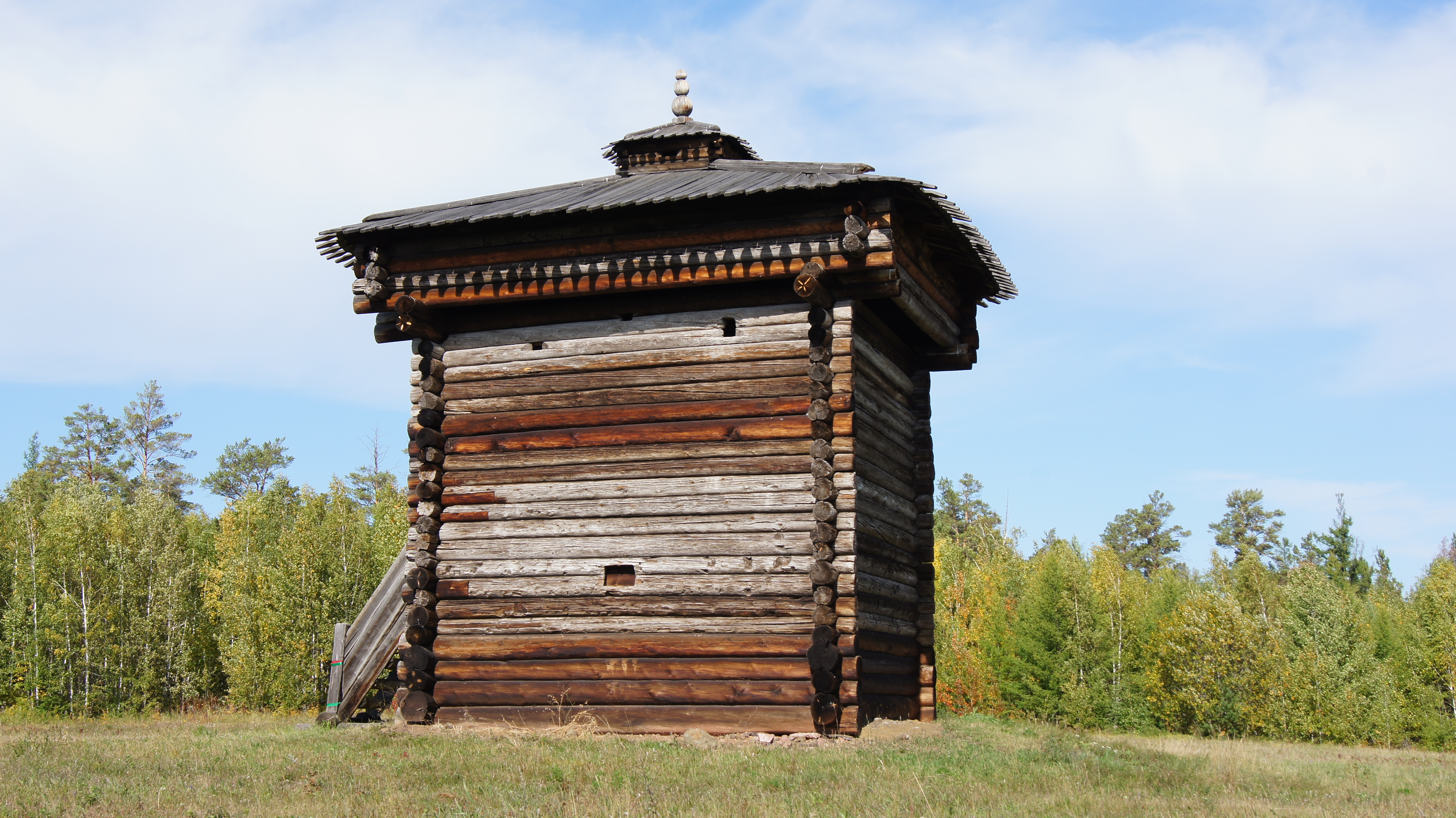
Музеєфікована вежа Братського острога.
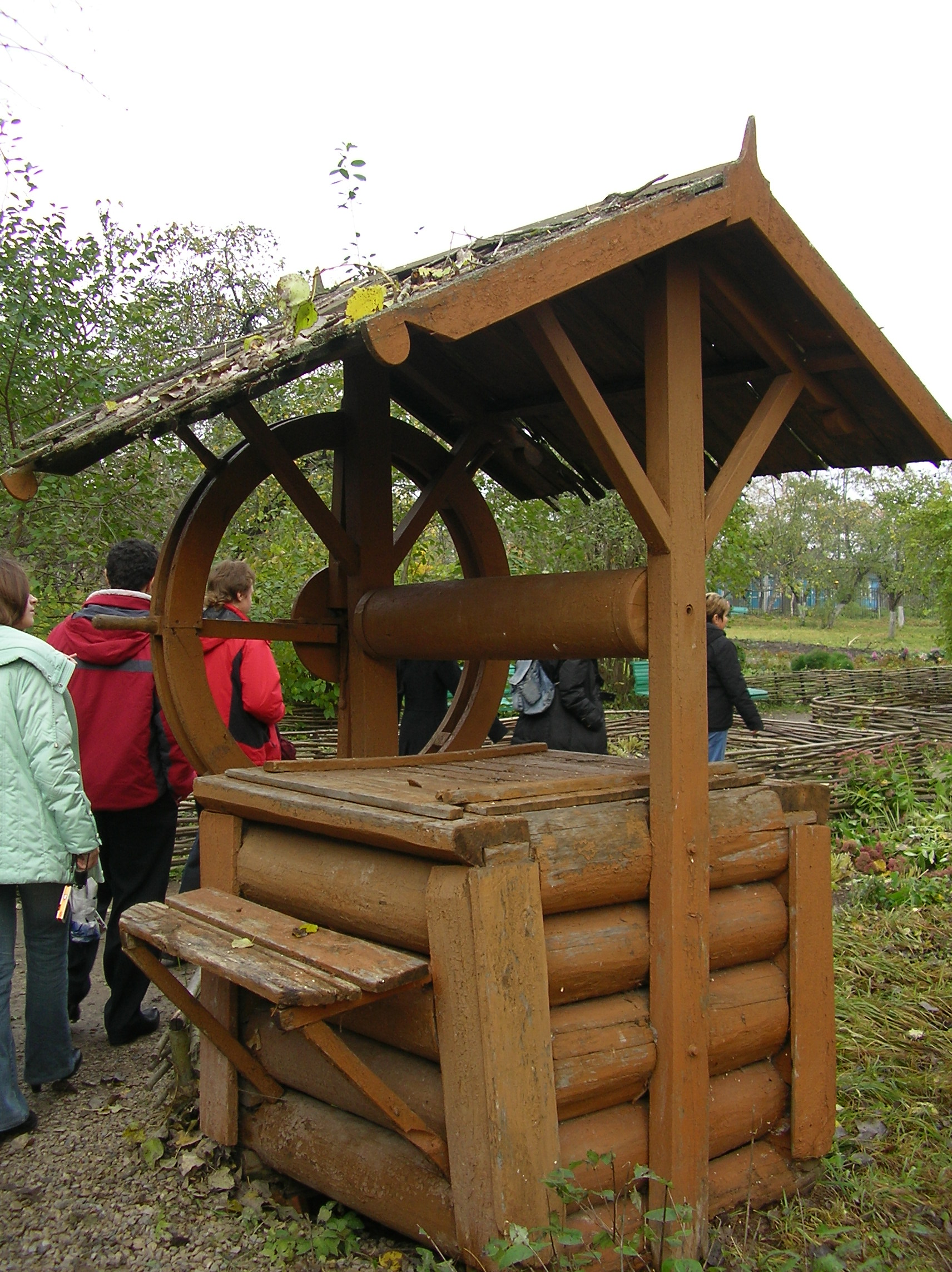
Колодязь (музей А. П. Чехова)
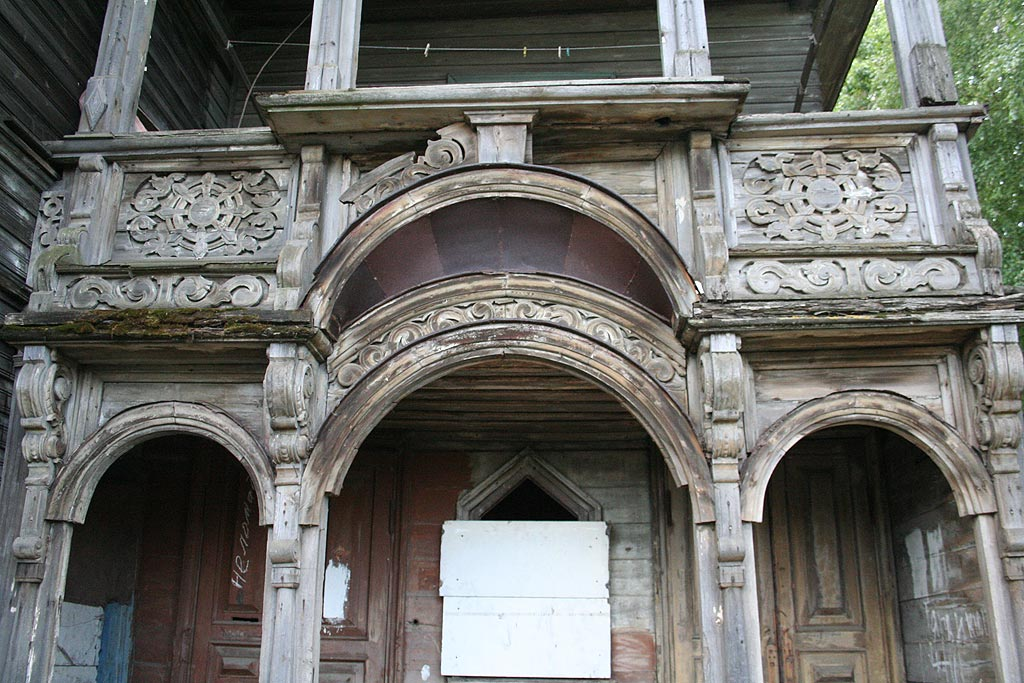
Різьба на будинку 19 ст. Вологда.

Небагатий вибір архітектурних об'ємів вдало обігрували композиційними рішеннями, сполученнями четвериків і восьмериків, кількістю шатрових дахів чи бань. Допомагав і контраст між низькою і маловиразною пересічною забудовою і висотними сакральними чи фортечними спорудами. Лише в сакральних спорудах стала переважати художня складова над функціональною. Тому всі зусилля архітекторів були спрямовані не на пересічну забудову, а саме на віднайдення нових композицій в сакральному будівництві. До того ж, церкви більше оберігали, тому саме серед них збережені зразки 16-17 століть, тоді як знайти пересічну забудову до 17 ст. практично неможливо, вона зникла (у скансенах експонують сучасні реконструкції).
Особливе місце в дерев'яній архітектурі посів млин-вітряк. Вітряки ставили на узвишшях околиць, відкритих вітрам. Існувало декілька типів вітряків, котрі були видатними зразками тогочасної інженерії. Описано близько двадцяти різновидів їх конструктивних рішень. Особливо цікавими були вітряки-шатрівки з міцним, стабільним низом і невеликим, але поворотким верхом для уловлення вітру, коли той міняв напрям.
Деревині, як матеріалу теплоємному і приємному на дотик, в Росії надавали перевагу до 18 століття включно, коли дерев'яними була більшість селянських і міських будинків, сакральних споруд в провінціях завеликої імперії, більшість офіційних споруд, включаючи дерев'яні імператорські палаци (палаци подорожні, тимчасові чи постійні).

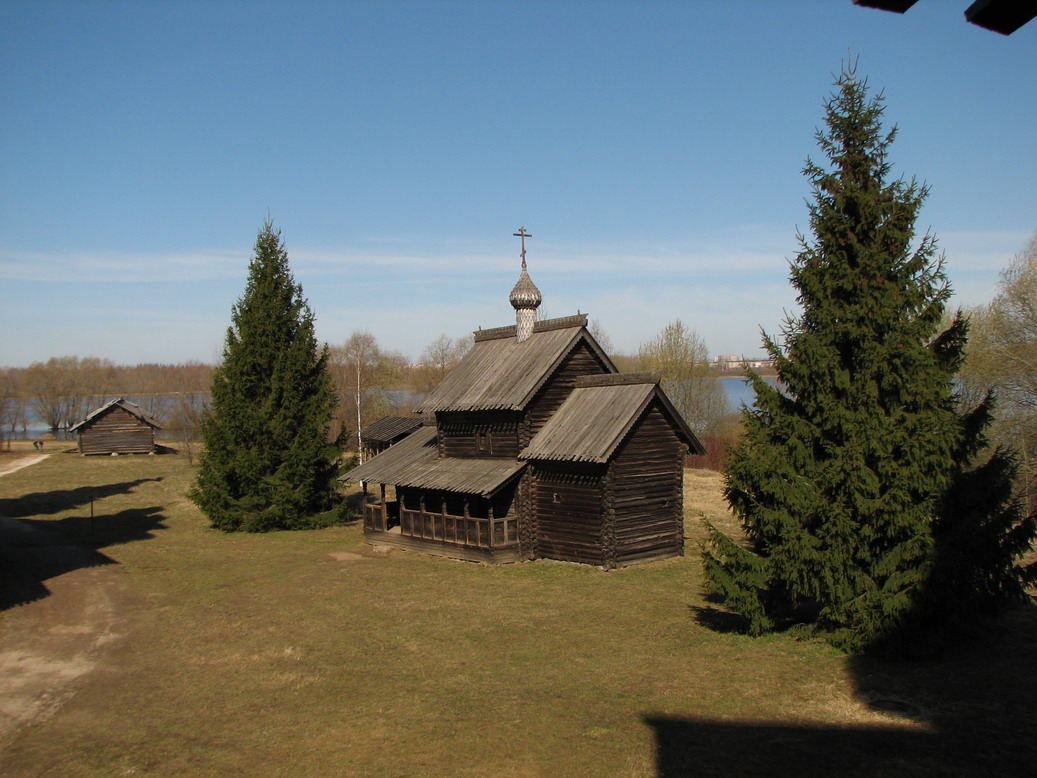
Клітська церква Св. Трійці, Вітославлиці
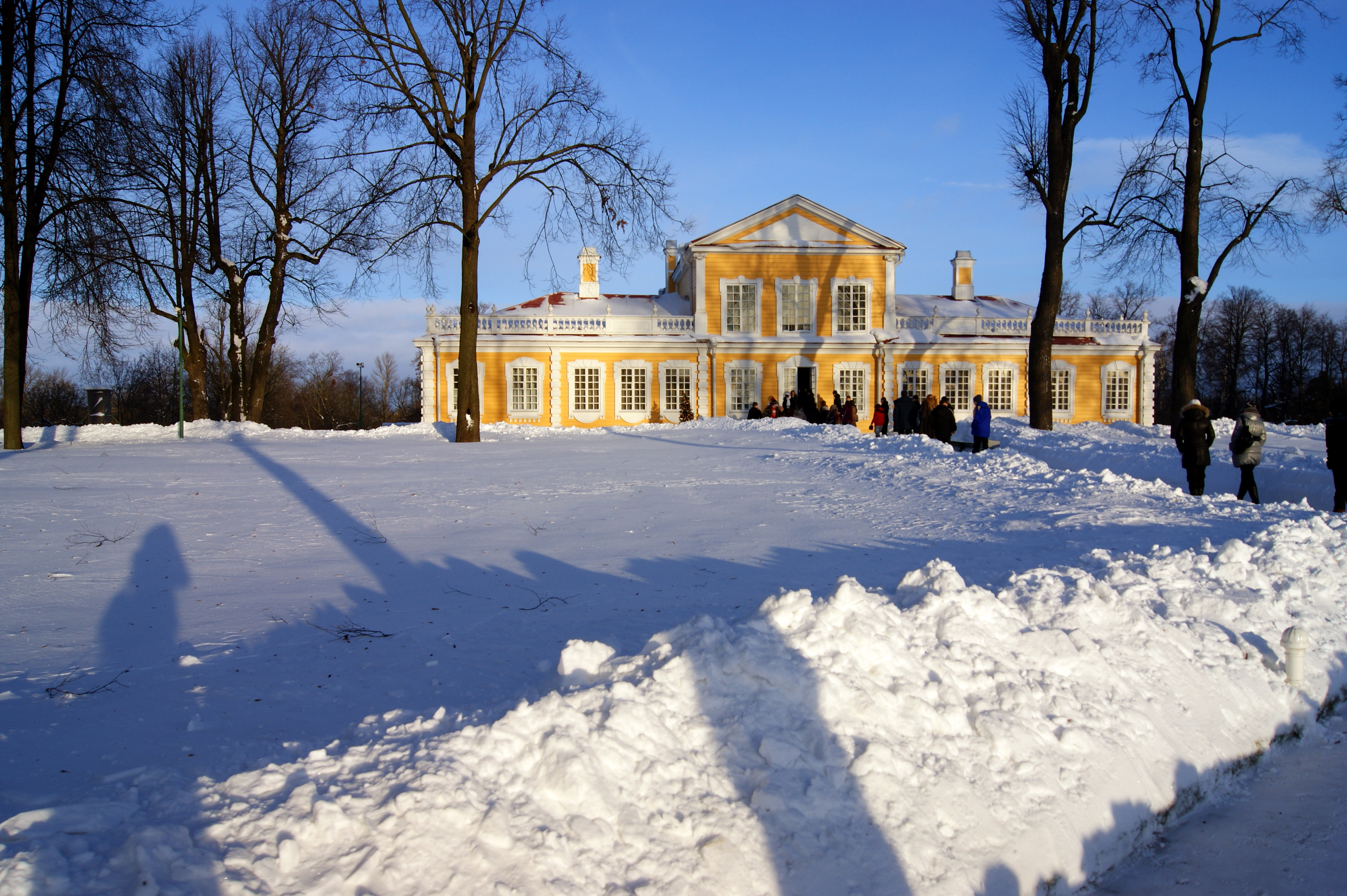
Подорожній дерев'яний палац Петра I, Стрельна (реставраційне відтворення 20 ст.)
Вітряки села Щелково на Вологодчині

Довгий час (через затриманість доби феодалізму в Московії) дерев'яні церкви залишались єдиними громадськими спорудами поселень. Зі зростанням поселень невеликі церкви швидко ставали затісними. До того ж в високих церквах використовували лише один поверх, обмежений підлогою та стелею, верхні яруси залишались порожніми і незадіяними. Церква з дахом шатро могла досягати 35-45 метрів, а використовували лише одну третину, одну п'яту її висоти. Тому інтер'єри дерев'яних церков Московії значно поступались в виразності інтер'єрам кам'яних готичних храмів, перспективно розкритих і в довжину, і догори.
Необхідність збільшення приміщень зумовила появу прирубів — додаткових приміщень. Вже літописи 11 століття описували восьмерикові церкви, що стали розповсюдженими і традиційними. Восьмерик головував в розплануванні і в силуеті. Прирубами до нього стануть вівтарна частина (абсида) та бічні приміщення і паперть, що збільшували корисну площу споруди. Так виникла восьмерикова церква з чотирма додатковими приміщеннями, яка отримала назву «кругла із двадцятьма стінами». Зразком восьмерикової церкви з чотирма прирубами, що дійшли до 18 ст., є Преображенська церква в Кижах.

## Архітектура XVII століття

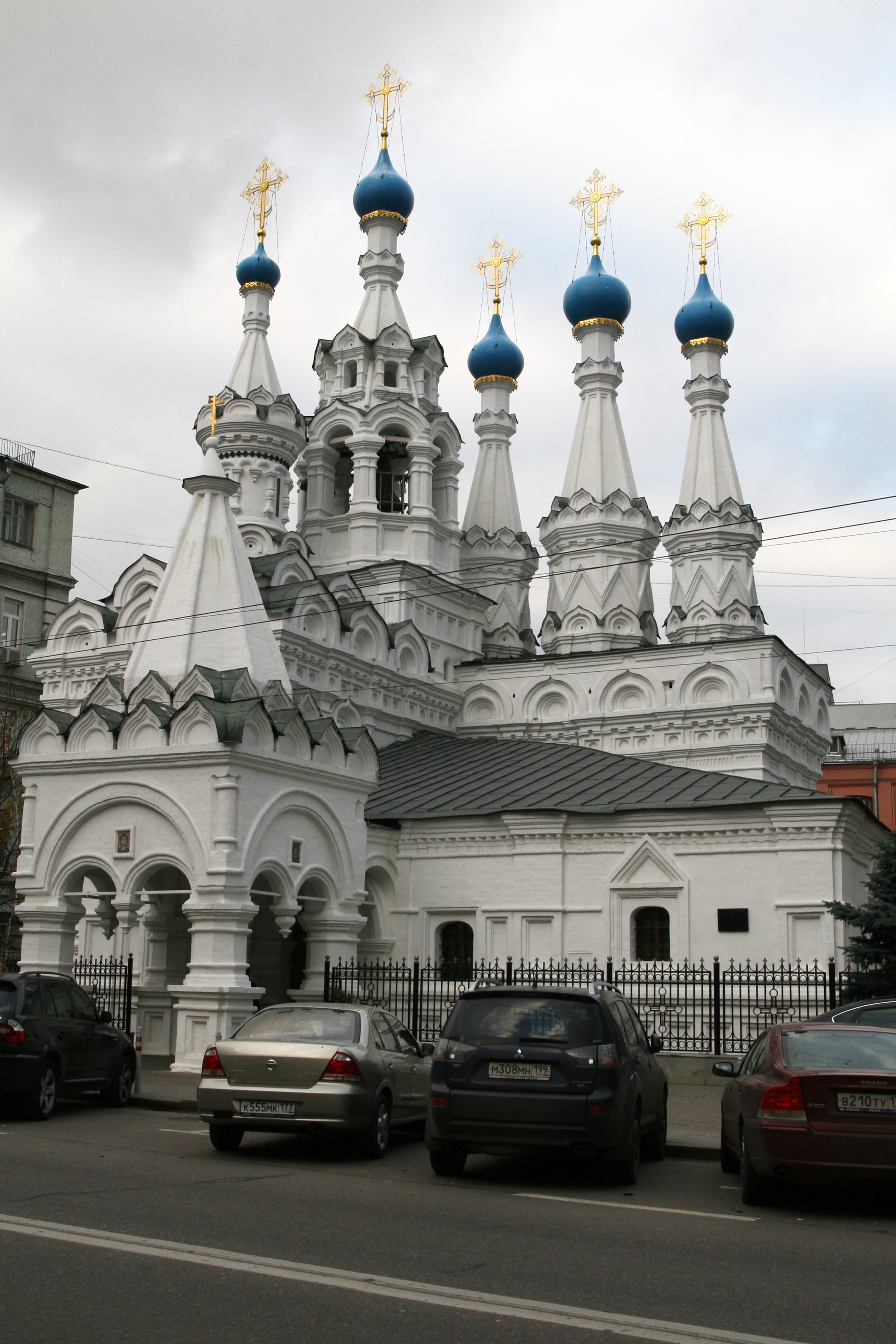
Церква Різдва Богородиці в Путінках

XVI століття — епоха розквіту держави, змінюється на початку XVII століття періодом політичного і економічного занепаду держави, викликаного інтервенцією, польської — в Москві і шведської — в Новгородській землі. Озброєний народ, під керівництвом Мініна і Пожарського в 1612 році, вигнав інтервентів. Роки інтервенції, господарська розруха і невдала війна з Польщею в 1632 році привели до тимчасового занепаду будівництва. Монументальна архітектура XVI століття змінилася в першій половині XVII століття масовим будівництвом невеликих будинків. На ці маленькі споруди архітектори XVII століття прагнули перенести багатство форм і прикрас великих споруд минулого століття. Це призводило до здрібніння архітектурних форм, перевантаження будівель цегляною орнаментикою, до строкатості поєднання білих деталей і червоного цегляного фону. Виробилася ціла система декоративних деталей і форм: глухі бані і цілі п'ятибання, шатра, ґанки, перевантажені декорацією стіни, що висять у вигляді гирьок, з'явилася складна обробка віконних і дверних прорізів колонками, лиштвою, химерними фронтончиками з цегли тощо. Нових архітектурних типів цей стиль не створив, але по-своєму використовував і розвинув старі, винайшов нескінченну різноманітність композиційних прийомів, як у мальовничій компановці зовнішніх мас, так і декоративного оздоблення фасадів. Монументальний шатровий храм XVI століття змінився в XVII столітті декоративною витонченою і стрункою архітектурною «іграшкою». Така церква Різдва Богородиці в Путінках, в Москві (1649—1652), що представляє собою пов'язану воєдино групу з тришатрової церкви, одношатрової вежі і шатрової дзвіниці. У ній все декоративно, навіть її чотири глухих шатра, відрізаних склепіннями від внутрішнього простору храму.
Прогресивніше розвивався тип безстовпного храму, ідея якого виникла ще на початку XVI століття. Це невеликий храм з єдиним внутрішнім простором, без опорних стовпів, перекритий зімкнутим склепінням, увінчаний зовні ярусами кокошників і світлою головкою, з прилеглим у вигляді окремого обсягу вівтарем. Прикладом раннього і разом з тим розвиненого типу безстовпного храму служить церква Донського монастиря (1593). Два бокові вівтарі з боків і трапезна прибудовані наприкінці XVII століття. Цей невеликий храм — один з найпрекрасніших уцілілих пам'яток на рубежі XVI і XVII століть у Москві. Прототипом безстовпних храмів XVII століття є церква Покрови у Рубцово (1626). Їй притаманні всі форми, зазначені вище, але, крім того, храм вже піднято на підкліт, має приділи з боків і оточений з трьох сторін відкритою галереєю — сіньми. Ці нові елементи стануть типовими для подальшого церковного зодчества. Після заборони патріархом Никоном будівництва шатрових церков безстовпний тип набув широкого поширення в російській архітектурі. Додалися лише обов'язкове п'ятиглав'я, шатрова дзвіниця і багато декоровані ґанки. До найкращих творів архітектури XVII століття слід віднести церкву Трійці в Никитниках в Москві (1653), прикрашену всередині фресковим розписом, і ще більш типову Троїцьку церкву в Останкіно (Пушкінське) 1668 року. У цих пам'ятках немає суворої архітектонічної логіки, властивої великим храмам XII—XIII і XVI століть, але вони відрізняються витонченістю пропорцій, соковитою пластикою форм, стрункістю силуету і красивим угрупованням зовнішніх мас.

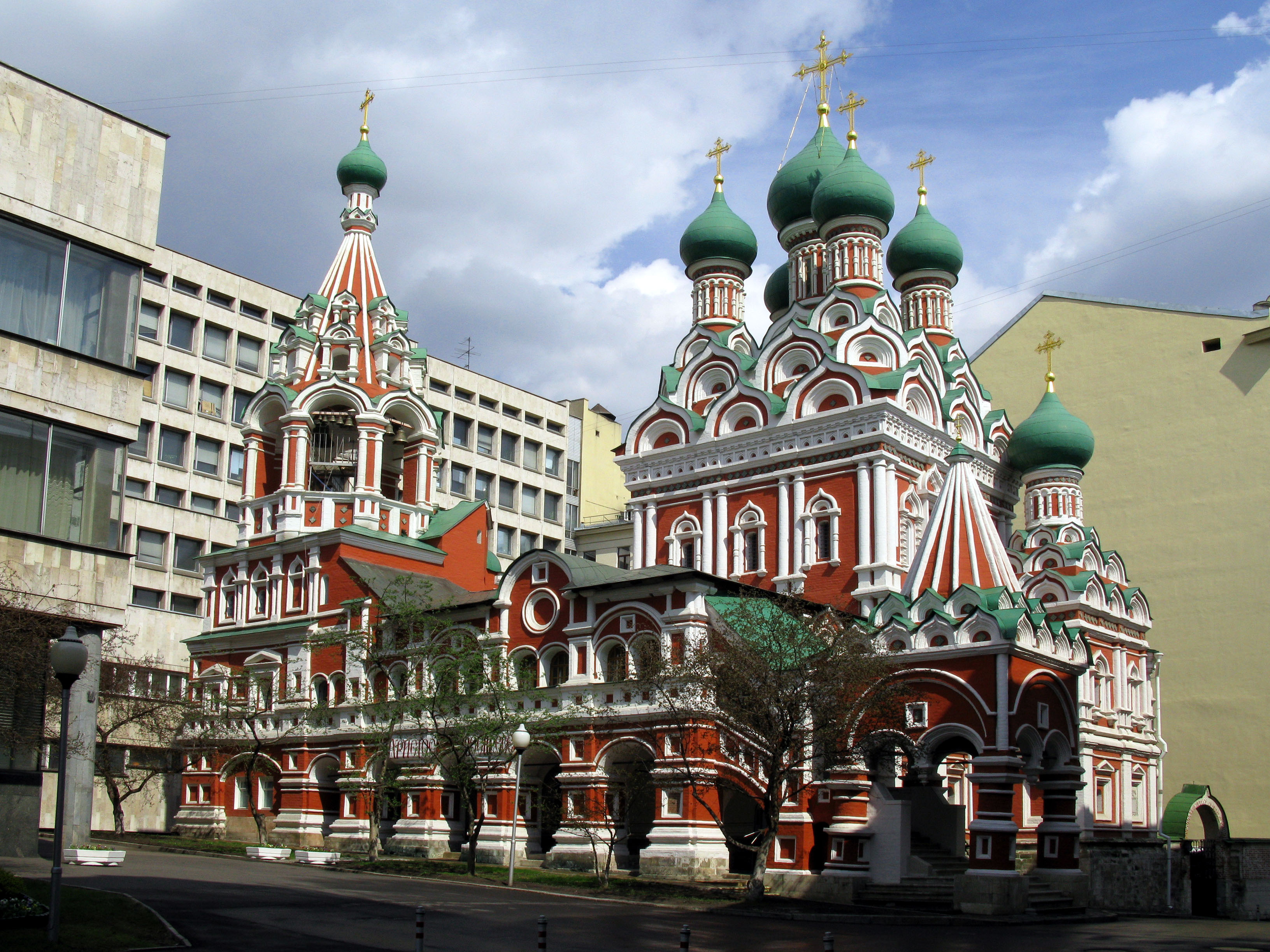
Церква Трійці в Нікітниках

Декоративний стиль середини XVII століття набув широкого поширення по всій Росії. Переплітаючись з місцевими особливостями, цей стиль залишив місцями глибоко оригінальні, художньо значні твори і цілі ансамблі. Своєрідні архітектурні пам'ятки цього часу збереглися в Ярославлі. З монументальних споруд до нас дійшов тип п'ятибаневого чотиристовпного храму XV—XVI століть, доповненого прибудовами і галереєю, як у московських церков XVI століття. П'ять куполів ярославського храму — світлі, а не глухі, і не декоративні, як у московських безстовпних храмів; покриття — без кокошників, внутрішній простір ширше, і розміри цих храмів значно більший. Архітектура суворіша і логічніша. Оздоблення фасадів відрізняється багатством колірних поєднань кахлів декоративного розпису та цегляної орнаментики, що прикрашає стіни. Монументальним зразком ярославських пам'ятників служить церква Іоанна Предтечі в Толчкові (1671—1687), з її великими галереями і широко розкинутими ґанками, з її трьома п'ятибаннями — на двох боках і в центрі. Прекрасно скомпонований ансамбль масивного храму і стрункої багатоярусної дзвіниці (побудованої пізніше в стилі московського бароко). Дивовижний колірний ефект, вироблений поєднанням блакитних візерунків кахлів на ніжно-рожевому тлі стін з золотом п'ятнадцяти бань. Усередині стіни і склепіння храму покриті соковитим і яскравим фресковим розписом, ефектно поєднується з ніжно-рожевим кольором цегляних підлог. Кожна деталь любовно оброблена.
Так само чудовий інший ярославський храм Іоанна Златоуста в Коровниках (1654) з його п'ятиглав'ям, шатровими прибудовами і поєднанням цегляних стін з яскравими плямами деталей. Особливу красу представляє дзвіниця цього храму. Строгий і стрункий восьмигранний стовп дзвіниці переходить в багато убраний верх з аркадою дзвонів і шатром. Заслуговують згадки ярославські храми Іллі Пророка (1647—1650) і Миколи Мокрого, знамениті своїми фресками, а останній і своїми керамічними деталями.
Оригінальні пам'ятки початку XVII століття збереглися в Ростові. Ростовський Кремль (1660—1683) і розташований в 15 км від нього Ростово-Борисоглібський монастир, родинні по стилю, представляють цілі музеї пам'ятників архітектури цієї епохи. Особливо сильне враження залишає контрастне поєднання суворого фортечного ансамблю стін і веж та декоративного багатства надбрамних церков з аркадами входів під ними. Прекрасним зразком такого храму є надбрамна церква Іоанна Богослова в Ростовському Кремлі (1683). Храми всередині стовпів не мають; стіни покриті суцільним килимом чудових фресок. Композиція надбрамних церков, особливо Борисоглібського монастиря, витонченість декоративних форм, красу колірних поєднань червоного фону з білими деталями, передбачають стиль московського бароко XVII століття.

## Архітектура кінця XVII століття (Московське бароко)
Наприкінці XVII століття настав підйом московитської архітектури, обумовлений політичним і економічним відновленням країни, зміцненням могутності російської держави і пожвавленням політичних і культурних зв'язків з країнами Європи, Кавказом, Китаєм. Культурні зв'язки з Європою, де в архітектурі панував стиль бароко, і приєднання в 1654 році України, де вплив бароко вже позначився, сприяли подальшому розвитку російської архітектури. З України були занесені барокові форми храмів, знову прокинувся інтерес до стовпоподібних шатрових і ярусних композицій періоду розквіту російської архітектури XVI століття (Коломенський храм, стовп «Іван Великий» і ін.). Ці архітектурні форми були вигнані патріархом Никоном, за царювання Олексія Михайловича (1645—1676).
Наприкінці XVII століття вони ожили знову. У ранніх творах московського бароко ще помітно змішання традиційних російських форм з формами українського бароко (однолінійна триголовість, ярусність і ін.). Така, наприклад, надбрамна церква Покрова Богородиці в Новодівочому монастирі (1688). Але вже інша надбрамна церква Преображення в тому ж монастирі (1688) замість триголовость несе, по-московськи, п'ятиглав'я з бароковими банями. Слід особливо відзначити надзвичайний для Русі цього часу, що не має близьких аналогій у світовій архітектурі, храм Знамення в Дубровиці (1690—1704), побудований дядьком Петра І — Б. О. Голіциним. Це стрункий баштоподібний восьмигранний стовп, що виростає на хрещатому постаменті. Ця композиція по ідеї не нова. Вона зустрічається в Коломенському храмі, де на хрещатій основі споруджений восьмигранний стовп, увінчаний шатром. Але тут всі форми трактовані в бароковому стилі. Хрестоподібний в плані постамент складається з квадрата, оточеного з чотирьох сторін трилопатевими криволінійними виступами. Вся будівля облицьована каменем, покрите найтоншим різьбленням, прикрашене, по-європейському, не властивою для російських храмів бароковою фігурною скульптурою. Центральний стовп увінчаний поверх купола ажурною позолоченою короною. Пишністю і витонченістю прикрас, скульптурою, зовнішніми і особливо внутрішніми рельєфами храм подібний ювелірному виробу, вирізаного з одного шматка. Храм не викликав близьких наслідувань, але як сміливий, зухвалий виклик старому, він прискорив процес оновлення форм.

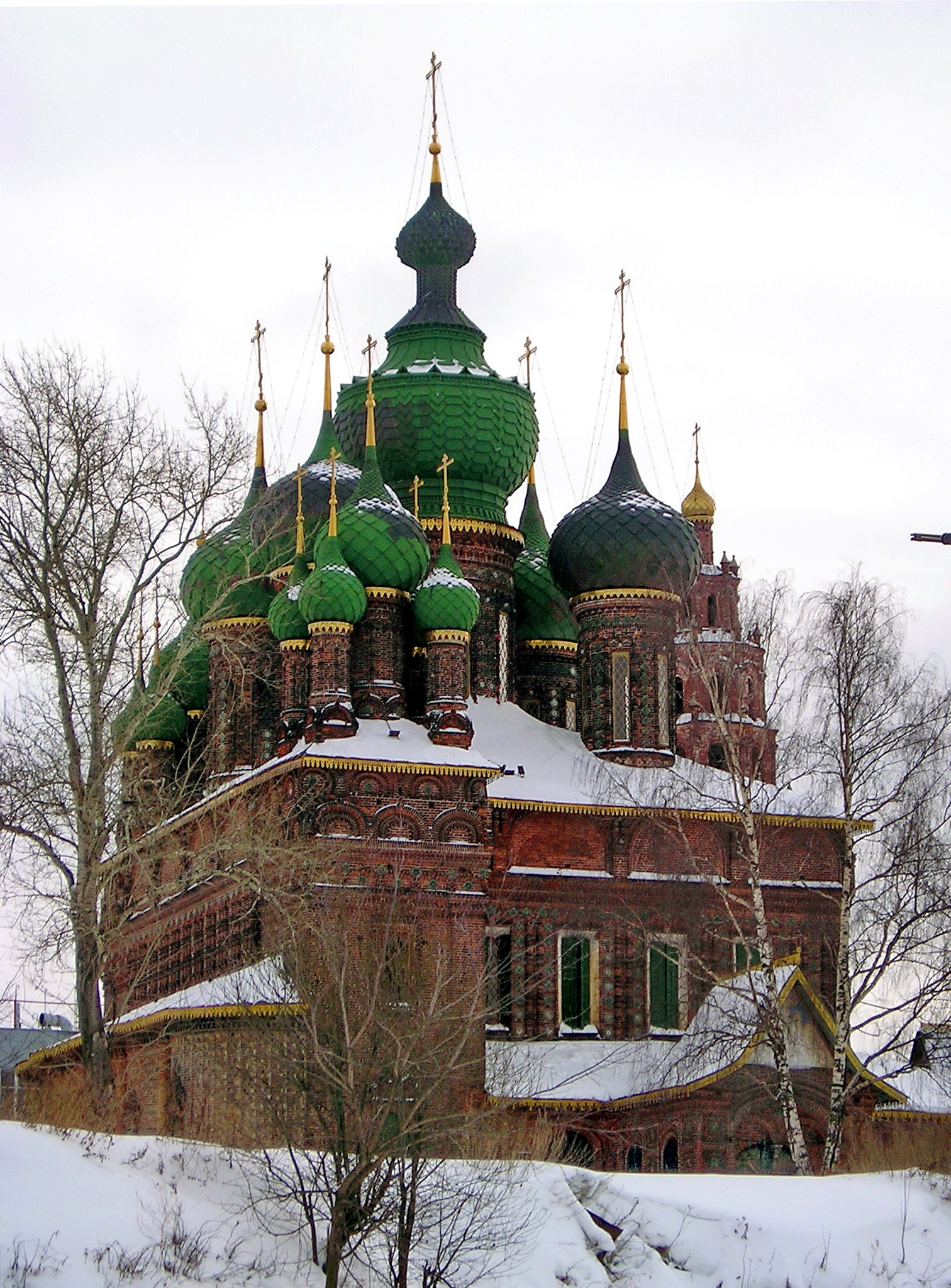
Церква Іоанна Предтечі в Ярославлі (1687)

Запозичення форми плану і характеру оздоблення від Дубровицького храму помітно в церкві села Убори Одинцовського району (1693). У її стрункій багатоярусній композиції, що завершений дзвоном, закладений прототип церкви Покрова в Філях, під Москвою. Церква Покрови у Філях (1693) — пам'ятник російського бароко XVII століття — в нових урочистих і ошатних формах ніби повторює динамічний образ вежоподібних багатоярусних композицій XVI століття. Так само як і Коломенський храм, церква у Філях тісно пов'язується з землею широко розкинутою терасою на аркаді (підкліт) і входами. Потім вона стрімко росте вгору ярусами четверика і восьмериків, прикрашених білокамінним немов мереживним оздобленням і завершується куполами. Прекрасне угруповання мас храму, його стрункий і легкий силует, тонкі деталі і різьблені прикраси, виділені білим на червоному тлі стін, нарешті, чудове поєднання будівлі з навколишньою зеленню ставлять цей пам'ятник в число незабутніх творів архітектури.
Крім типу хрещатої в плані багатоярусної церкви, розвивався український тип — тричастинній в плані і відповідно триголовій церкви. Струнка і витончена церква Трійці в підмосковному селі Троїце-Ликово з дзвіницею вгорі і круговою терасою (1708) є розвиненим і досконалим зразком цього типу. Храм вражає багатством і тонкістю різьблених прикрас зовні і всередині (іконостас). Виділяється також стрункістю своїх пропорцій і загальним угрупованням мас церква Воскресіння в Кадашах, в Москві (1687—1713). Шатрова дзвіниця храму відрізняється легкістю і новизною своїх форм: багатоярусний верх дзвіниці оригінально вписаний в форму шатра. Найкращим твором стовпоподібних багатоярусних споруд московського бароко XVII століття, безсумнівно, є дзвіниця Новодівочого монастиря. Ідея динамічного зльоту втілилася тут у вишукано струнких за пропорціями архітектурних формах, витончених деталях і оздобленні.
У цей період розвивається особливий тип будівель — монастирські трапезні з великими світлими високими залами, сміливо перекритими склепіннями. Одним з найбільших монументальних зразків подібних споруд є трапезна московського Симонового монастиря (1680). Найкращим твором цього роду за рішенням внутрішнього простору і зовнішньої архітектури є трапезна Троїце-Сергієвої лаври (1686—1692). Ці трапезні зального типу XVII століття змінили одностовпні трапезні палати, що представляють оригінальне російське явище в архітектурі XVI століття. Видатним твором московського бароко була так звана Сухарева вежа (1692—1701).
До цікавих зразків цього стилю належать також вежі і побудована дещо пізніше надбрамна церква Донського монастиря. До числа ранніх пам'яток московського бароко відноситься надбрамний «теремок» Крутицького подвір'я в Москві — чудовий зразок барвистої кахельної декорації фасаду і найтоншої різьблений орнаментики, що обрамляють вікна колонок. Теремок із залишками галереї, дзвіницею, церквою, переробленими палацовими будівлями складає частину колись прекрасного ансамблю резиденції архієпископів на Крутицях, тобто на узвишші, звідки походить і сама назва «Крутицький подвір'я». Архітектура московського бароко кінця XVII століття мала широке поширення і справила великий вплив на подальшу російську післяпетровську архітектуру. Пам'ятками цього періоду є собор в Рязані (кінець XVII століття) і храм в Нижньому Новгороді.

## Архітектура бароко в Росії (перша половина XVIII століття)
Нова ера в історії Росії і російського мистецтва починається з епохи Петра I. Під час його царювання Росія стала однією з сильних європейських держав. За 20-річної Північної війни (1700—1721) Петро I пробився до берегів Балтійського моря і, міцно затвердившись на них, здійснив мету, яку переслідував ще Грозний за 25-річної Лівонської війни (1558—1583).

### Архітектура бароко Петербурга першої половини XVIII століття
Початок XVIII століття знаменується в Росії активним освоєнням передової культури Заходу. Величезною дослідної лабораторії послужило будівництво Санкт-Петербурга, закладеного Петром 16 травня 1703 в здійснення грандіозної ідеї — створення нової столиці, яка, на думку Петра, повинна була стати не тільки центром передової європейської культури для всієї Русі, а й найбільшим містом світу. В спочатку Петром I залучалися іноземні будівельники й архітектори. Одночасно за кордон посилалися для навчання російські майстри. Їм і їх учням судилося надалі побудувати величну північну столицю з її грандіозними архітектурними ансамблями і створити нову епоху в історії російської архітектури. Було б грубою помилкою вважати, що з Петра починається якась «неросійська» архітектура в Росії. Тільки в перші роки і тільки в Петербурзі і його околицях з'явився стиль бароко в його північно-європейському варіанті, що не уникнув, однак, впливу російських форм і традицій в архітектурі. Від цього періоду в північній столиці збереглося небагато пам'ятників; серед них найбільш значний Петропавлівський собор, збудований Трезіні в фортеці тієї ж назви (1714—1725). З перших значних іноземців-зодчих слід назвати Шлютера і Леблона. Леблон розробляв по ідеям Петра перший варіант планування Петербурга і брав участь в будівництві заміської резиденції Петра Петергофа, створеного ним під впливом Версаля. У Петергофі від Петрівського періоду збереглися: центральна частина палацу (1716—1719), будівля Ермітажу біля моря, будівля «Марлі» (1721—1725) біля басейну, збудовані Леблоном, і так званий «Монплезир» (1717—1719), де проводилися петрівські асамблеї.

### Архітектура бароко в Москві першої половини XVIII століття
У Москву західні впливи проникли значно раніше, ніж почалося будівництво північної столиці. Поряд з творами московського бароко кінця XVII століття в Москві розвивалися і суто іноземні архітектурні форми. Так, за Петра були побудовані: палац Лефорта (1692), Палац Гагаріна (1707—1708), величезний Лефортовський палац на Коров'ячому броді (початок XVIII століття) і ін. До наших днів дійшло чудове петровський споруда — Арсенал в Кремлі (1702—1737), побудований після пожежі Москви 1701 року по царським указом. Будівля будував зодчий Крістоф Конрад. Це одне з величних будівель Москви, простота і благородство якого чудово гармонують з древніми стінами Кремля. Рідко поставлені парні вікна з величезними рамами ніби підкреслюють сувору міць стіни. Це враження ще більше посилюється ніжним білокамінним орнаментом фриза. Будівля в XVIII столітті ремонтувалася і частково оформлялася архітектором Д. В. Ухтомским. Традиції московського бароко XVII століття були такі сильні, що одночасно з цими, європейськими за своєю архітектурою будівлями продовжували будуватися в стилі московського бароко такі прекрасні споруди, як, наприклад, надбрамна церква в Донському монастирі (1713—1714). Ці дві течії, московське і європейське, взаємно впливаючи один на одного, злилися в єдиний новий стиль, зразком якого стала так звана Меншикова вежа (1705—1707), створена І. П. Зарудним, архітектором, живописцем, скульптором і різьбярем. Цей пам'ятник — НЕ вежа, як прозвав його народ, а храм вежоподібної форми. Меньшиков, знаменитий соратник Петра, домагався, щоб цей храм затьмарив красою і перевершив висотою все споруди Москви. Дійсно, Меньшикова вежа в її первісному вигляді, зі спаленим у 1723 році верхнім дерев'яним ярусом і довгим шпилем, увінчаним мідною статуєю ангела, була на 3 метри вище Івана Великого, тобто сягала 83 метрів.
За своїм зовнішнім масам, формам і членениям Меньшикова вежа прямо продовжує традиції багатоярусних композицій російської архітектури, зокрема московського бароко XVII століття. Пам'ятник відрізняється вишуканими пропорціями, струнким силуетом, прекрасної угрупованням мас і найбагатшим декоративним оздобленням. Чудовий по вигадці і композиції головний вхід з його могутніми волютами-контрфорсами і укладеними між ними витонченим порталом. Указ Петра 1714, забороняв кам'яне будівництво в Москві та інших містах в зв'язку з відволіканням всіх сил і засобів на будівництво Петербурга, повільно будувався через нестачі робочих-каменярів і матеріалів, і пішов за цим важкий період для російської культури, період Анни і Бірона, викликав тимчасовий занепад московського зодчества, втрату художніх традицій, знань, кадрів. Деяке пожвавлення в будівництві Москви починається в кінці першої половини XVIII століття з царювання Єлизавети. Новий розквіт московської архітектури, що почався в другій половині XVIII століття, пов'язаний з ім'ям Д. В. Ухтомського, що вийшов зі школи Растреллі. Одним із значних споруд Ухтомського були «Червоні ворота» (1753—1755). Цей твір, прекрасне за своїми пропорціями, яке відрізнялося багатством і витонченістю барочного оздоблення — скульптурою, орнаментом і колонами, було зведено на місці дерев'яних тріумфальних воріт, побудованих раніше тим же майстром. Ухтомський перебудував знамениту дзвіницю Троїце-Сергієвої лаври (1742—1770). Цей пам'ятник відроджує в нових зрілих барокових формах багатоярусну динамічну композицію московського бароко XVII століття. З потужного цокольного поверху легкими ярусами колонад виростає вгору стовп дзвіниці, який об'єднує весь чудовий ансамбль Троїце-Сергієвої лаври. Як Растреллі в Петербурзі, так Ухтомський в Москві створив цілу архітектурну школу, з якої вийшли найкращі майстри російського класицизму, який змінив бароко: А. Ф. Кокорін, М. Ф. Казаков та ін.

## Архітектура російського класицизму XVIII—XIX століть

### Архітектура російського класицизму (друга половина XVIII століття)
Пишність, химерність і зніженість форм архітектури бароко і особливо його останньої стадії — рококо — дуже скоро перестають відповідати смакам та ідеалам молодого, сильного, який щойно вийшов па широку міжнародну арену російського суспільства. У питаннях мистецтва прагнення і ідеали прогресивно налаштованої передової частини російського дворянства того часу виявилися співзвучними естетичним ідеям французької буржуазії, висуває в ту пору нову художню школу класицизму. Прагнення до суворої простоті форм, до раціональній побудові планів, до античних класичним прийомам композиції характеризує цю нову школу, яка прийшла в Західній Європі на зміну суто декоративному стилю рококо. Поворот до класицизму ознаменувався в Росії створенням таких значних творів, як будівля петербурзької Академії мистецтв (1765—1772), з її величним круглим двором і інтер'єрами, побудоване Кокорінова і Деламотом, і Мармуровий палац (1768—1772), зведений Рінальді. До ранніх творів класицизму відносяться набережні Неви і відома решітка Літнього саду архітектора Фельтена.

#### Архітектура Петербурга російського класицизму XVIII століття

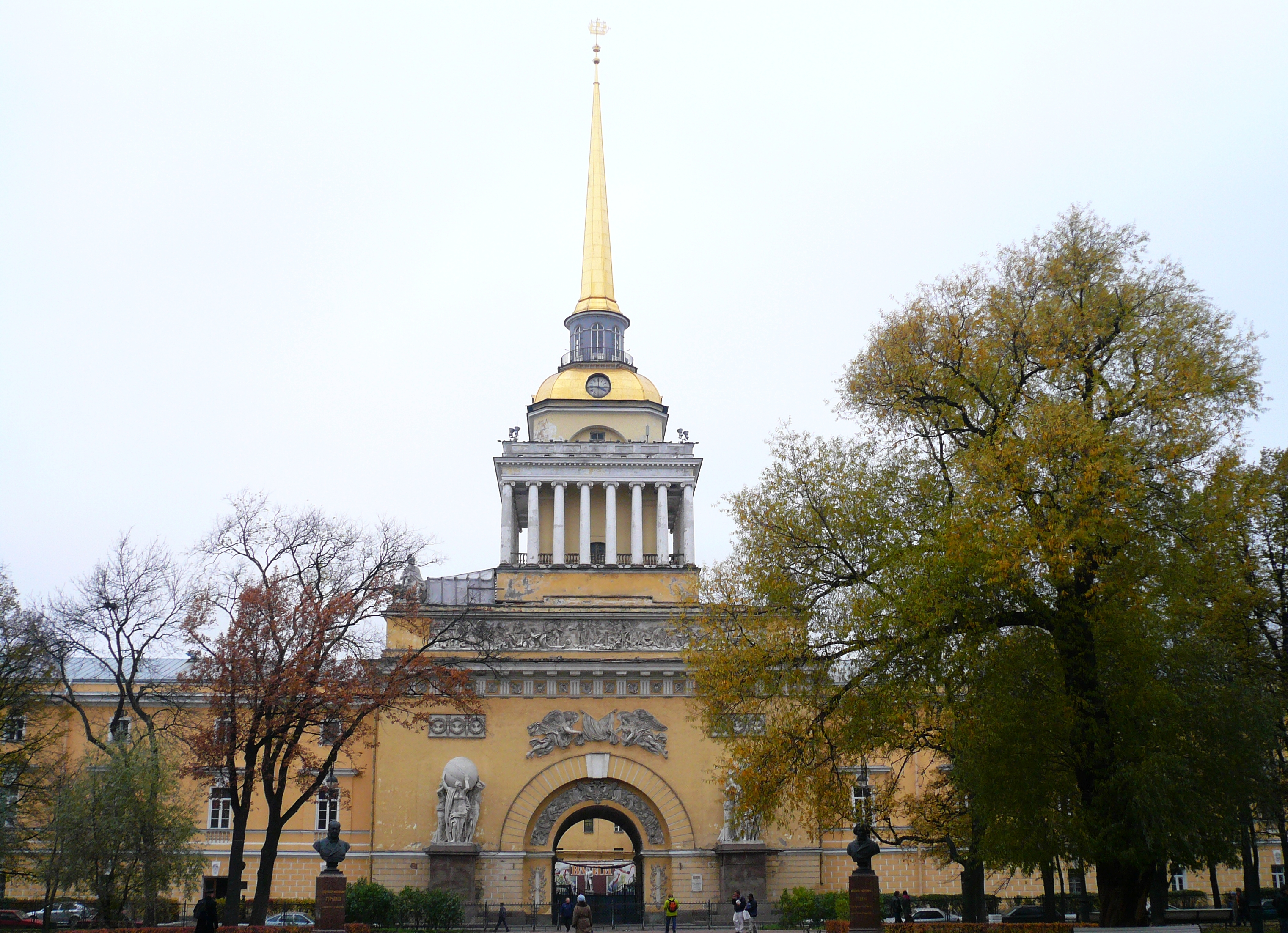
Будівля Адміралтейства в Санкт-Петербурзі

Першим зрілим твором епохи класицизму з'явився Таврійський палац в Петербурзі (1782—1788), створений І. Є. Старовим. Велична споруда з величезним курдонером, з потужною колонадою портика зовні, всередині розгортаВся в грандіозну анфіладу зал: круглий римський купольний зал-вестибюль, потім чудовий і величезний Катерининський зал з прекрасною колонадою і, нарешті, зал-сад з круглою альтанкою в центрі, що підтримує звід перекриття. Задум архітектора був спотворений пізнішими перебудовами, але і в переробленому вигляді пам'ятник справляє грандіозне враження. Зберігся другий твір Старова — Троїцький собор Олександро-Невської лаври (1776—1790), а також окремі павільйони палацово-паркового ансамблю в Пеллі.
Паркові палацові ансамблі, закладені в період бароко в Павловську, Царському селі і Гатчині, отримують свій подальший розвиток в роботах найкращих майстрів класицизму. Чудовий Павловський ансамбль був майже заново створено за участю шотландського архітектора Чарльза Камерона. Центром парку є споруджений Камероном палац-садиба, від якого відходять алея в парк і сходи до річки. У куточках парку, на березі річки і ставка, побудовані Камероном Храм Дружби (1780) — прекрасна ротонда доричного ордеру, храм Аполлона (1782), що потопає в зелені, Павільйон трьох грацій (1800) у вигляді витонченого храмика з іонічною колонадою, «вольєр» (1782) в тосканському стилі, з розписом плафонів і купола, ряд розважальних декоративних павільйонів, містків тощо. Після Камерона тут працювали архітектори Бренна, Вороніхин і Россі. Останній прилаштував до палацу бібліотеку і галерею, розписану фресками Гонзаго. В іншому парковому ансамблі — Царському селі — Камерон створив архітектурний куточок, що примикає до палацу з боку ставка, в складі: тераси висячого саду, будівлі холодних лазень, що відомий під назвою «агатовий павільйон», монументальний пандус в парк (1780—1786) і Камеронова галерея, що відома своєю іонічною колонадою і сходами до ставка.

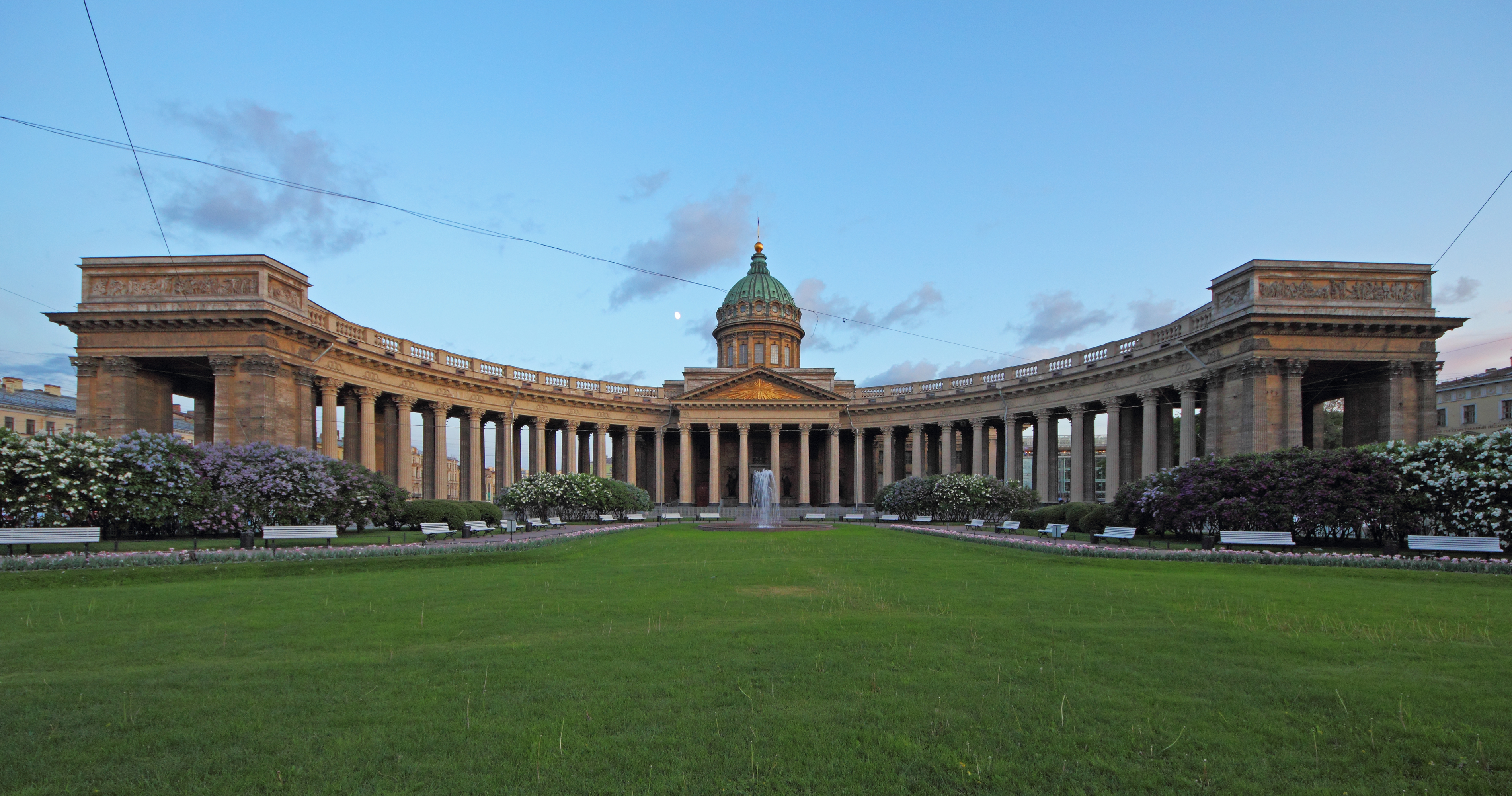
Казанський собор в Санкт-Петербурзі

Камерон створив ряд неповторних інтер'єрів в Павлівському і Царськосільському палацах. Його мистецтво і винахідливість у виборі форм, матеріалів, фарб (мармур, скло, фаянс) і в їхньому поєднанні воістину вражаючі. Кожне оброблене ним приміщення має своє обличчя, свою архітектурну мову, що відповідає призначенню даного приміщення. Спальня, «Зелена їдальня», «Мініатюрна їдальня», «Синій кабінет» або так звана «Табакерка», в Царськосільському палаці, «Грецький зал» і круглий «Італійський зал» в Павлівському палаці з пізнішими переробками — все це чудові твори, принадність яких не можуть передати ні фотографії, ні креслення, що занадто блідо відтворюють враження від цих споруд в натурі. Багато з перерахованих пам'ятників пошкодились внаслідок колосальних руйнувань в 1941 році. Створені ним архітектурні твори відрізняються витонченістю, глибоким благородством і разом з тим теплотою і інтимністю. Одночасно з Камероном працював й італійський архітектор Джакомо Кваренгі. На противагу Камерону, творцеві півінтімних палацово-паркових споруд, архітектурна творчість Кваренгі була втіленням сили, мужності, холодної пишноти і лаконізму, що більш відповідають вимогам столичної архітектури Петербурга. У Петербурзі і його околицях Кваренгі створив видатні будівлі: Англійський палац (1781—1789) з його величним портиком Корінфа в старому Петергофі; Олександрівський палац у Царському селі (1792—1798) з його потужною колонадою; Ермітажний театр (1782—1785); будівлю колишнього Асигнаційного банку (1782—1788) і будівля Академії наук (1783—1787) в Петербурзі. Створений майстром величезний ансамбль Смольного інституту (1806—1808) з його білоколонним залом увійшов в історію Жовтневої революції. До цього переліку слід додати монументальну колонаду Анічкового палацу (1804), Конногвардійський манеж (1800—1804), Мальтійську капелу (1798—1800). Такі тільки найголовніші твори Кваренгі, що увійшли до фонду найкращих пам'ятників російського класицизму.

#### Московська архітектура російського класицизму XVIII століття
У Москві наприкінці XVIII століття працювали два найбільших російських архітектора — Баженов і Казаков. Участь геніального В. І. Баженова була сумна. Учень Академії мистецтв, відряджений Академією за кордон, з тріумфом обраний в члени трьох академій Європи, Баженов майже нічого після себе не залишив. Його чудове творіння — проект грандіозного кремлівського палацу, який повинен був перевершити своїми розмірами, пишнотою, розкішшю і величчю всі відомі тоді споруди Європи, не був здійснений. За задумом архітектора, палац передбачалося побудувати на місці Кремля, причому у внутрішньому дворі мали вільно поміститися всі стародавні кремлівські собори і палаци. Вже розпочаті роботи з будівництва були несподівано припинені Катериною II. Велика модель палацу, виконана під керівництвом Баженова, дійшла до наших днів. Від величезного Царицинського ансамблю під Москвою, побудованого Баженовим в стилі так званої псевдоготики, збереглися лише окремі павільйони і містки. Оригінальна по архітектурі будівля палацу була зламана за примхою Катерини. У геніальному задумі Баженова поєднувалися: принципи російського ансамблю в мальовничій угрупованні павільйонів, об'єднаних вежею, сувора класика в рішенні планів окремих будівель і оригінальна архітектура в стилі псевдо-готики. У Москві вціліла вибудувана ним дзвіниця церкви Всіх скорботних на Великій Ординці. Баженов є разом з Бреном співавтором Інженерного замку в Петербурзі, йому належать два павільйони перед Інженерним замком. Приватні будинки, побудовані Баженовим, або не збереглися зовсім, або зовсім перебудовані. Відносно багатьох будівель відсутні достовірні дані про авторство Баженова.

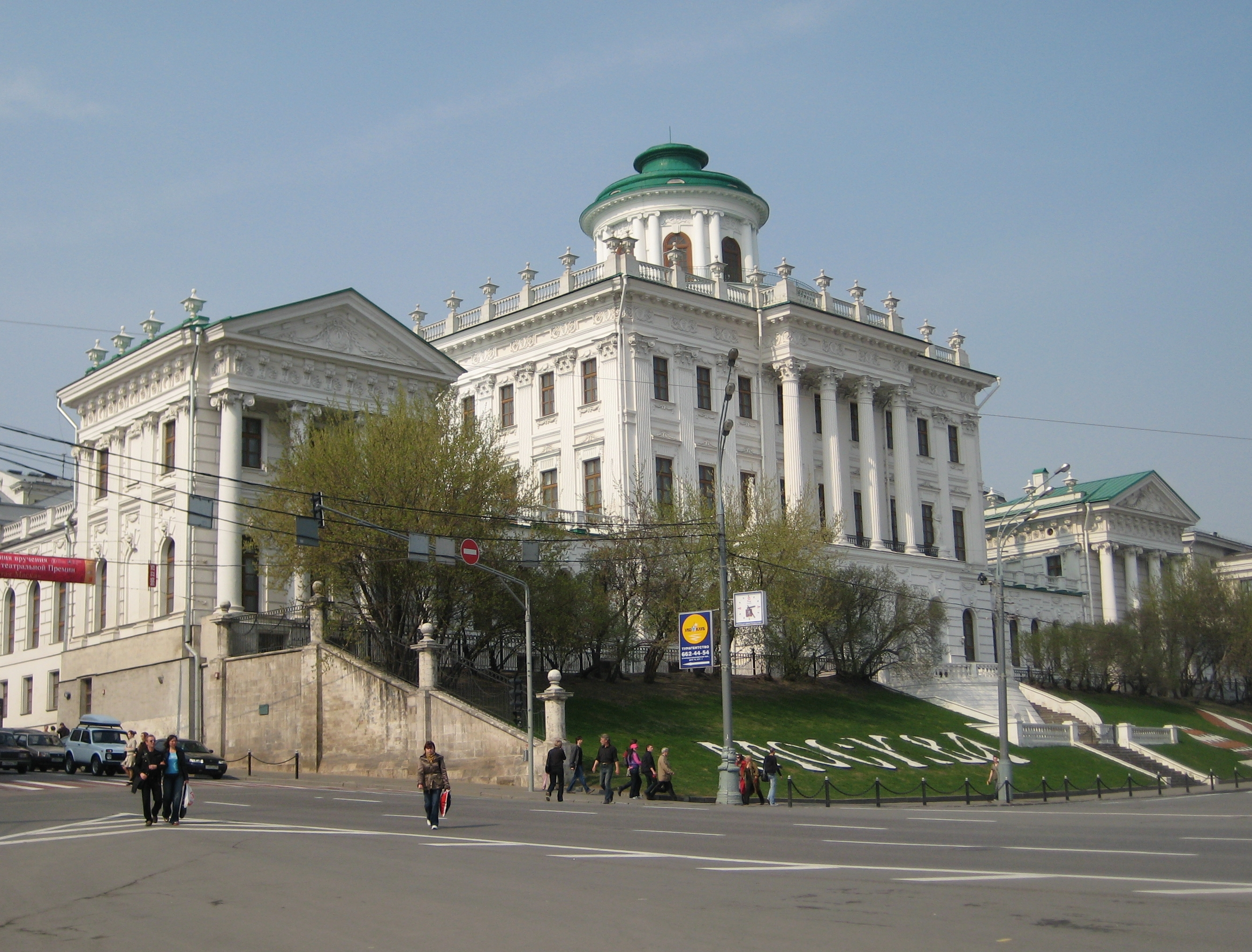
Будинок Пашкова в Москві

Більше пощастило М. Ф. Казакову. Можна сказати, що власне він створив архітектуру московського класицизму. Казаков побудував майже всі монументальні будівлі Москви кінця XVIII століття. Видатним твором Казакова є Московський Сенат, прекрасно вписаний в план і ансамбль Кремля. Круглий зал Сенату і величний Колонний зал колишнього будинку Довгорукого — найкращі зали Москви. Казаков створив тип московського палацу-садиби. З численних будівель цього роду справжнім шедевром є колишній будинок Розумовського на Гороховому полі. Він створив також тип заміської садиби, прекрасним зразком якої була садиба в Петровському-Алабіно. Геній Казакова не обмежується стилем російського класицизму. Він створює чудові твори в стилі так званої псевдоготики: чудовий ансамбль Петровського палацу (1775—1782), Царицинський палац, збудований ним на місці зламаного баженовського палацу. Чудовим твором Казакова є будівля Голіцинської лікарні (1796—1801), з її величезним курдонером, чудовим портиком і круглим купольним залом в центрі. Кількість будівель, споруджених Казаковим, величезна. Він будував Московський університет (відновлений після пожежі Д. Жилярді), Павловську лікарню, будинок головнокомандувача (будівля Мосради до реконструкції 1945 р.), будинок Гагаріна біля Петровських воріт. Ним створена низка церковних пам'яток — серед них церква Філіппа Митрополита — ротонда з чудовими інтер'єрами.
Будинок Пашкова — одна з найкращих будівель Москви. Вчинений за своїми пропорціями, формам і загальної композиції, він, ймовірно, відноситься до творів Баженова або Казакова.

#### Російська садиба
У цей період виникли прекрасні садибні ансамблі під Москвою — Кусково, Архангельське, Останкіно. Їхнє будівництво здійснювалося, головним чином, кріпаками-майстрами: зодчими, різьбярами, живописцями. Чудовий по красі ансамбль складає Архангельське з його палацом, колонадами крил, величезним мальовничим парком, в якому розбиті партери і газони, що спускаються терасами до річки, розкидані павільйони, альтанки та велика кількість скульптур. Зали палацу прикрашені розписом, картинами і скульптурою. Не менш цікаве Останкіно (Пушкінське), побудоване і оброблене переважно кріпаками майстрами. Особливо хороша анфілада кімнат палацу і його театральний зал. Трохи пізніше, поряд з садибами палацового типу, почали виникати маленькі мальовничі садиби типу Братцево і Городні, будівництво яких приписується А. Н. Вороніхіну. До числа великих садиб Підмосков'я відноситься садиба в Марфіно, побудована в стилі псевдоготики в першій половині XIX століття. Найбільш розвиненим садибним ансамблем класицизму є Каськов. Оточений великим парком палац з багатющою по обробці анфіладою зал, служить центром ансамблю. Перед палацом розташований ставок, позаду — партер, прикрашений скульптурами. У парку розкидані павільйони: Ермітаж, Італійський будиночок, Грот, Голландський будиночок та інші.

## Архітектура другої половини XIX століття і початку XX століття
Розвиток економічних відносин породив архітектуру прибуткового будинку і купецького особняка. Наприкінці першої половини XIX століття спостерігається загальний занепад архітектури. Розпад стилю класицизму супроводжується пошуками національного російського стилю. Робляться спроби повернути назад — до вивчення та використання форм допетровської архітектури XI—XVII століть, відмовитися від всього «неросійського» в архітектурі, в тому числі і від всіх досягнень архітектури російського класицизму. Цей період, що тривав до початку XX століття, не дав яких-небудь значних архітектурних творів. Негативною рисою цих досліджень було поверхневе, суто зовнішнє запозичення і використання форм зодчества XI—XVII століть, як декоративної оболонки на спорудах XIX століття, посилене нерозумінням нерозривної органічної єдності форми і змісту в творах руської архітектури. Однак ці пошуки прискорили процес вивчення російської архітектури і створили сприятливі передумови для розвитку археологічних досліджень, розробки історичних і наукових проблем російської архітектури, а також постановки справи охорони, фіксації та реставрації пам'яток архітектури.

### Пошуки «російського стилю»
Протягом періоду пошуків «російського стилю» (кінець першої і друга половина XIX століття) можна розрізнити кілька етапів. На першому етапі (середина XIX століття) так званий офіційний «російський стиль» представлений роботами архітектора К. А. Тона. Його найголовнішим твором є Храм Христа Спасителя і Великий кремлівський палац (1838—1849), який явився спробою певною мірою повторити за своїми формами кремлівські тереми XVII століття з внесенням «візантійських» елементів оздоблення. Інтер'єри палаців, присвячені російським військовим орденам, відрізняються великою урочистістю і пишнотою, хоча і не відповідають зовнішній архітектурі палацу. Кінець другої і вся третя чверть XIX століття проходять під знаком боротьби за самобутність в російській архітектурі. Найкращими творами російського художнього генія і прикладами для наслідування визнаються зразки так званого декоративного стилю XVII століття: Путінківська церква в Москві і церква в Останкіно. Настає період захоплення дрібною цегляною орнаментикою, декоративними формами XVI століття — крильцями, шатрами, кокошниками тощо. У цьому дусі працюють архітектори: Рєзанов (проект Міської думи), Горностаєв і інші. Одночасно інша група — Ропет (Петров) і Гартман — використовують форми дерев'яного зодчества Півночі в будівництві маленьких будиночків і дач, перенасичених мотивами орнаменту під «російський стиль». «Народний орнамент, — каже Рєпін, — почали в той час опошляти півнями, сокирами, рукавицями тощо». Типовим зразком подібної архітектури служить Погодінська хата в Москві (архітектор Нікітін, 50-ті роки XIX століття). Для цього періоду характерна складність і мальовничість плану і силуету, гонитва за декоративним ефектом, незважаючи на історичну точність і архітектурну логіку.

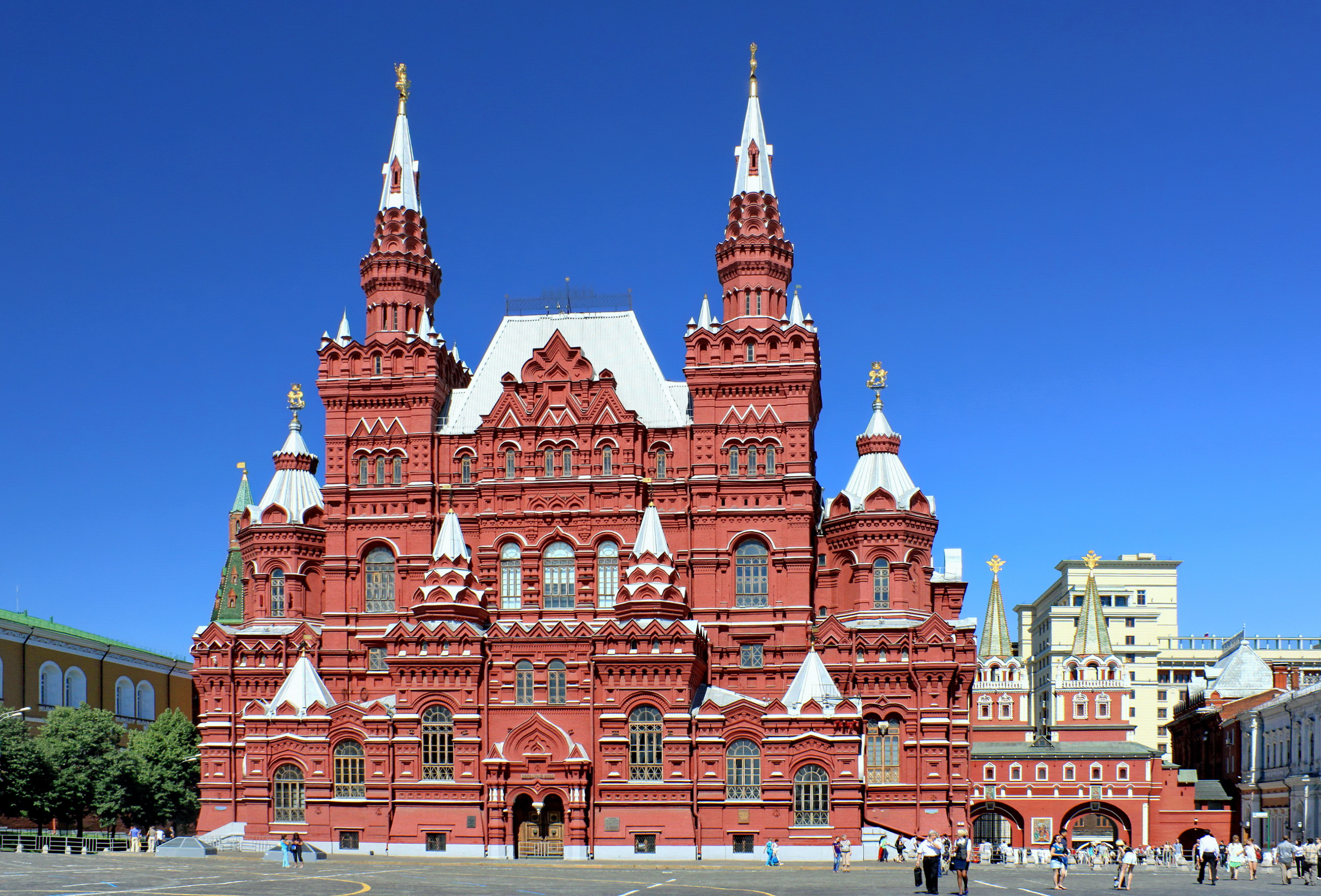
Історичний музей в Москві (1875—1883)

На противагу хизування «російським стилем» в останній чверті XIX століття розвивається академічна школа, яка має історичну точність у виборі і поєднанні форм руської архітектури. Цей період наукової псевдоросійської еклектики відкривається серією конкурсних проектів на будинок Міської думи в Москві. Найкращим за архітектурною логікою і композицією був проект Котова і Преображенського. Міська дума, побудована по слабшому проекту архітектора Чичагова, є одним із зразків творів цього періоду. Історичний музей в Москві (1875—1883), збудований за проектом художника Шервуда, мабуть, найбільш вдале спорудження цього періоду, не позбавлене стрункості в угрупованні мас і в загальних пропорціях (будівлю передбачалося облицювати кольоровими кахлями). Верхні торгові ряди на Красній площі в Москві архітектора Померанцева (1892—1893) являють собою типовий негативний приклад псевдоруського стилі цього періоду. Величезну торговельну будівлю XIX століття декоровано деталями цегляної архітектури XVII століття, висіченими з каменю. Таким же яскравим прикладом псевдоруського стилю, в якому імітуються в камені і дерев'яні форми, є колишній будинок Ігумнова в Москві (проект архітектора Позднєва, кінець XIX століття), що не позбавлений фантазії і майстерності у виконанні.

### Романтизм
Початок XX століття характеризується творчим пожвавленням в архітектурі, з'являються різні течії, активізується творча боротьба між ними. На противагу неживому академічному псевдоросійському еклектизму виникла живий струмінь романтизму XX століття. Відому роль зіграла тут побудована на Паризькій виставці так зване «Російське село», що відбила звернення в минуле пошуки ідеалізованого архітектурного образу. Велике значення в цей період мала також робота І. Е. Грабаря по виданню «Історії російського мистецтва». Яскравим представником романтизму XX століття, що з'єднав в собі великий талант художника, майстерність і глибоке знання російської архітектури, є академік О. В. Щусєв. У своїх творах він не копіює форми, а активно, по-новому, творчо їх переробляє стосовно свого віку. Ранній період його діяльності характеризується захопленням давньоруською архітектурою Пскова і Новгорода XII—XIV століть і будівництвом ряду споруд в цьому стилі. Зрілий твір Щусєва — Казанський вокзал в Москві — є найкращою спорудою періоду шукань російського стилю. У плані і мальовничому поєднанні архітектурних обсягів цього величезного комплексу, об'єднаного багатоярусною вежею, відчувається глибоке освоєння майстром форм і принципів російської архітектури. Зокрема, поза сумнівом, позначається вплив живописної композиції Коломенського палацу. В архітектурі великих гладких поверхонь, декорованих живописними плямами налічників і орнаменту, помітний вплив псковської архітектури, який поєднується з декоративними мотивами московського бароко XVII століття. А. В. Щусєв своїми роботами як би підводить підсумок і завершує період пошуків російського стилю в XIX столітті. Одночасно з А. В. Щусєвом в тому ж напрямку працюють архітектор Покровський і художник Васнєцов, значним твором якого є будівля Третьяковської галереї.

### Модерн
На початку XX століття в російську архітектуру проникає із Заходу вплив стилю модерн. У своєму чистому вигляді цей стиль виражає новаторські тенденції західної архітектури, викликані появою нових матеріалів, нової техніки залізобетону. Цей стиль характеризується відносною строгістю ліній і форм, захопленням великими скляними поверхнями. Однак великого поширення в російській архітектурі цього періоду отримує модерн декадентського напрямку. Характерні риси цього стилю — графічність, декоративність, гонитва за асиметрією. Для прикраси фасадів будівель використовувалися рослинні мотиви, жіночі голівки з розпущеним волоссям, вигадливо закручені залізні прути балконів, криві лінії карнизів, віконних рам тощо. Стиль модерн розвивався не тільки самостійно. Стикаючись з панівними в той час течіями в російській архітектурі — романтизмом і неокласицизмом, він виливався в різноманітні модернізовані варіації цих стилів. Представником цього стилю був архітектор Шехтель. Ним побудовані: колишній будинок Рябушинського на Малій Нікітській вулиці (1911—1912), асиметричний за своїми масам, з мозаїчним фризом, химерними за малюнком деталями і прикрасами, а також побудовані в модернізованому псевдоросійському стилі павільйони виставки в Глазго і Ярославський вокзал у Москві.

### Неокласицизм
На початку XX століття знову посилилися класичні течії в російській архітектурі, відомі під загальною назвою неокласицизму. Цей напрямок черпав свої форми і принципи в великому античному мистецтві Греції, Риму, в архітектурі Ренесансу, а також в архітектурі французького і російського класицизму XVIII—XIX століть. Значну роль в цьому повороті грали, як загальна незадоволеність пошуками російського стилю, так і нова соціальне становище в Росії, викликана поразкою російського царизму у війні з Японією і поширенням нових ідей під впливом революції 1905 року. Чималу роль у розвитку неокласицизму грала і Академія мистецтв, в якій все навчання, включаючи і творчі відрядження, було побудовано, головним чином, на вивченні, аналізі та обмірюваннях пам'ятників античності і Ренесансу. Стиль неокласицизму не володів цією органічною єдністю художньої форми та ідейного змісту, який був притаманний великому стилю російського класицизму. Принцип єдності стилю епохи, властивий класицизму, підмінявся при неокласицизмі свободою вибору стилю кожним майстром для будь-якої будівлі, в залежності від особистого смаку або смаку замовника. Обов'язковий був лише принцип «чистоти стилю». Ознакою поганого смаку і нестачі архітектурної грамотності вважалося змішування форм різних архітектурних стилів в одному творі.
Значну роль в становленні неокласицизму в російській архітектурі грали такі видатні майстри, як І. В. Жолтовський, І. О. Фомін, В. О. Щуко, М. М. Перетяткович, Ф. І. Лідваль, С. М. Ляшевич, Г. І. Котов, Л. А. Ільїн, А. І. Таманян, Л. Н. Бенуа та ін. Основними майстрами, які створили поворот до неокласицизму, були І. В. Жолтовський, І. О. Фомін, В. О. Щуко. Першим твором, які прикували увагу до класичної спадщини, був будинок Скакового суспільства в Москві — І. В. Жолтовського. Його архітектура відображає захоплення майстра архітектурою італійського Відродження. Трохи пізніше І. В. Жолтовський побудував будинок Тарасова на Спиридоновці в Москві, що представляє новий тип особняка — палацу, створеного під впливом палаців Віченци епохи Відродження XVI століття. Замкнутий, без парадного в'їзду, фасад вирішено потужною, обробленою квадрами стіною; за воротами створений затишний дворик з колонадами, що несуть склепіння, який замінює парадний в'їзд.
Великий вплив на розвиток нового напряму в архітектурі надав будинок-палац Половцева на Кам'яному острові в Петербурзі, побудований І. О. Фоміним в стилі російського класицизму. Це звичайний для класицизму тип особняка, виконаний з винятковою майстерністю. Центр з нішою і крила палацу прикрашає вишукана за пропорціями іонічна колонада. Інтер'єри відрізняються благородною простотою, витонченістю деталей в строго класичному стилі. Будинок Абамелек-Лазарева на Мойці того ж майстра дещо зіпсований зовні аттиком і вазами, зробленими на вимогу замовника, але його інтер'єри настільки ж чудові, як і в будинку Половцева.
В цей же час В. О. Щуко побудував в Петербурзі два будинки на Кам'янноостровському проспекті в стилі пізнього класичного палладіанського Ренесансу. Головний фасад його розчленований величезними півколонами, поставленими на цокольний поверх. Одночасно В. О. Щуко побудував виставковий павільйон в Римі в стилі російського класицизму і павільйон в Парижі в дусі московського ампіру (арка-ніша в Кузьмінках). Трохи пізніше починають свою діяльність брати Весніни, які віддали данину захопленню неокласицизмом. З ряду споруд, побудованих ними в цей період, значний інтерес представляє будинок Сироткіна (1913—1916) в стилі московського ампіру і будинок Тутаєва-Курочкіна під Кінешмою (1916). Значним майстром цього періоду є також М. М. Перетяткович, якому належить будівля колишнього Торгово-Промислового банку в Санкт-Петербурзі в дусі палладіанського особняка, з рустованим нижнім ярусом. Незважаючи на величезну кількість творів, різноманітність стильових відтінків і творчих напрямків, що мали місце в цей період шукань, слід визнати, що російська архітектура, починаючи з другої половини XIX і закінчуючи першою чвертю XX століття, не досягла рівня попередніх великих епох розквіту російської архітектури.

## Радянська Росія

### Післяреволюційний період
Архітектура післяреволюційної Росії характеризується відмовою від старих форм, пошуком нового мистецтва для нової країни. Розвиток отримують авангардні течії, створюються проекти фундаментальних будівель в нових стилях. Прикладами такого роду робіт є творчість Володимира Евграфовича Татліна. Ним створюється проект Вежі Татліна, присвяченій III Інтернаціоналу. В цей же період Володимиром Григоровичем Шуховим встановлюється знаменита Шуховська вежа на Шаболовці.

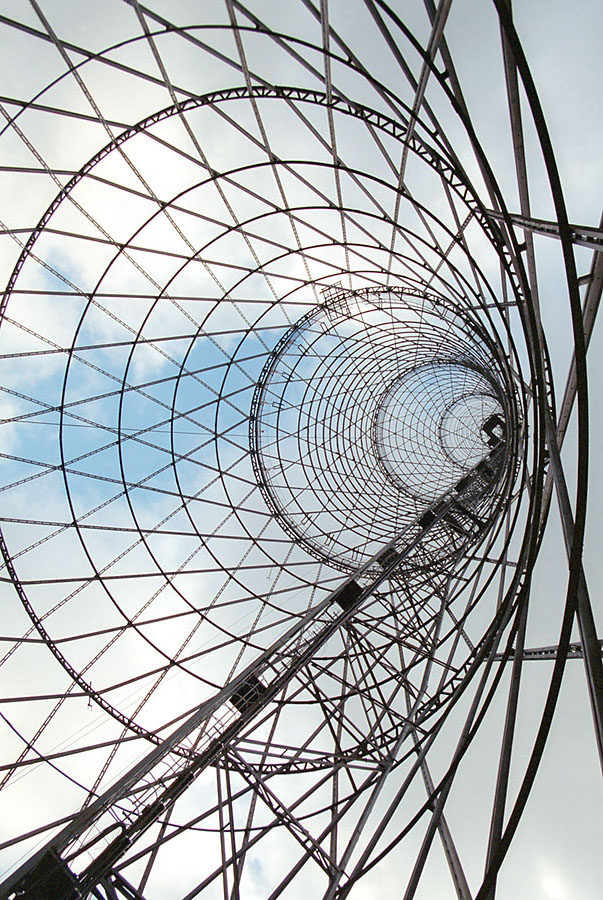
Шуховська вежа

Стиль конструктивізм став одним з лідируючих архітектурних стилів 1920-х років. Важливою віхою в розвитку конструктивізму стала діяльність талановитих архітекторів — братів Леоніда, Віктора і Олександра Весніних. Вони прийшли до усвідомлення лаконічної «пролетарської» естетики, вже маючи солідний досвід в проектуванні будинків, в живописі і в оформленні книг. Найближчим соратником і помічником братів Весніних був Мойсей Якович Гінзбург, який був неперевершеним теоретиком архітектури першої половини XX століття. У своїй книзі «Стиль і епоха» він розмірковує про те, що кожен стиль мистецтва адекватно відповідає «своїй» історичній епосі.
Слідом за конструктивізмом розвиток отримує і авангардний стиль раціоналізм. Ідеологи раціоналізму, на відміну від конструктивістів, багато уваги приділяли психологічному сприйняттю архітектури людиною. Основоположником стилю в Росії був Аполлінарій Каєтанович Красовський. Лідером течії був Микола Олександрович Ладовский. Для виховання «підростаючого покоління» архітекторів Н. Ладовский створив майстерню «Обмас» (Об'єднані майстерні) при ВХУТЕМАСі.
Після революції широко затребуваним виявився і Олексій Вікторович Щусєв. У 1918—1923 роки він керував розробкою генерального плану «Нова Москва», цей план став першою радянською спробою створити реально здійсненну концепцію розвитку міста в дусі великого міста-саду. Найвідомішим твором Щусєва став Мавзолей Леніна на Червоній площі в Москві. У жовтні 1930 року було зведено нову будівлю із залізобетону, облицьовану природним каменем гранітом і лабрадоритом. У його формі можна бачити органічний сплав архітектури авангарду і декоративних тенденцій, нині званих стилем ар-деко.
Незважаючи на значні успіхи радянських архітекторів у створенні нової архітектури, зацікавленість влади в їхній роботі поступово починає згасати. Раціоналістів, як і їх опонентів конструктивістів, звинуватили в «буржуазних поглядах на архітектуру», «в утопічності їхніх проектів», «в формалізмі». З 1930-х роках авангардні течії в радянській архітектурі вщухають.

### Сталінська архітектура

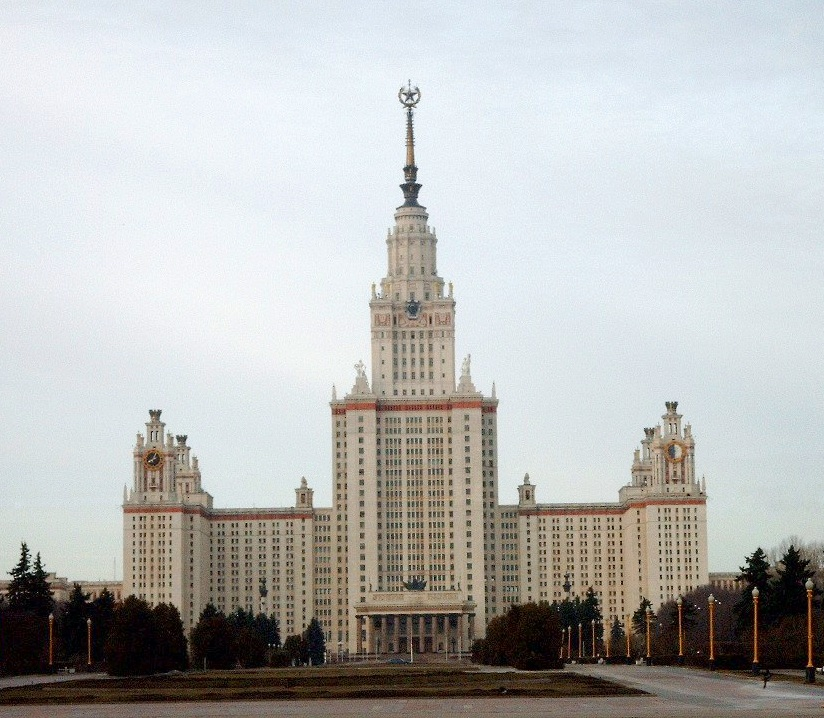
Головна будівля МДУ

Стиль сталінської архітектури сформувався в період проведення конкурсів на проекти Палацу Рад і павільйонів СРСР на Всесвітніх виставках 1937 року в Парижі і 1939 року у Нью-Йорку. Після відмови від конструктивізму і раціоналізму було вирішено перейти до тоталітарної естетики, що характеризується прихильністю монументальних форм, часто межує з гігантоманією, жорсткою стандартизацією форм і технік художнього уявлення.
В 1934 рік у створюється Академія архітектури СРСР і Союз архітекторів СРСР, який об'єднував творчі сили для вирішення нових завдань, поставлених перед майстрами і за допомогою яких здійснювався контроль над діяльністю архітекторів. Серед радянських архітекторів даного напрямку можна виділити Бориса Михайловича Йофана, Дмитра Миколайовича Чечуліна, Льва Володимировича Руднєва та ін. В цілому, у сталінській архітектурі простежується зв'язок з античними, ренесансними і бароковими тенденціями.
У післявоєнний період перед країною стояло завдання якнайшвидшого відновлення міст і архітектура стала пріоритетним напрямком народного господарства. Наприкінці 1940-х — початку 1950-х у Москві будуються «сталінські висотки», що стали класичними зразками сталінської архітектури. Це Головна будівля МДУ на Воробйових горах, Житловий будинок на Котельницькій набережній, Готель «Україна», Будівля Міністерства Закордонних Справ, Житловий будинок на Акторській площі, Висотна будівля на площі Красних Воріт і Готель «Ленінградський». Також серед пам'ятників сталінської архітектури виділяють комплекс павільйонів ВСГВ, станції московського метро, також був задуманий проект Палац Рад. У масовому житловому будівництві будівлі сталінської епохи відомі як «сталінки».

### Друга половина XX століття

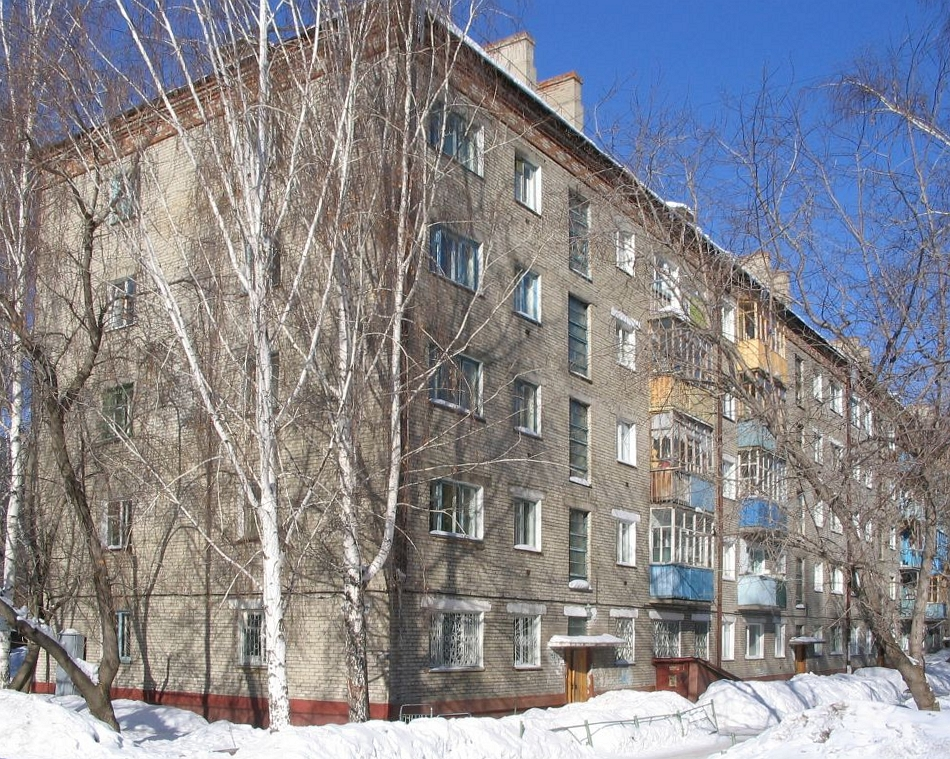
«Хрущовка» в Томську

4 листопада 1955 року виходить Постанова ЦК КПРС і СМ СРСР «Про усунення надмірностей у проектуванні і будівництві», що поклала кінець стилю сталінської архітектури. Вже розпочаті будівництва були заморожені або закриті. Стилобат з так і не побудованої восьмої сталінської висотки був використаний при будівництві готелю «Росія». На зміну сталінської прийшла функціональна типова архітектура. Перші проекти зі створення масових дешевих житлових будинків належать інженеру-будівельнику Віталію Павловичу Лагутенко. 31 липня 1957 року ЦК КПРС і Рада Міністрів СРСР прийняли постанову «Про розвиток житлового будівництва в СРСР», що поклала початок масового будівництва будинків, які отримали назву «хрущовки» по імені Микити Сергійовича Хрущова.
У 1960 році за підтримки Хрущова починається будівництво Державного Кремлівського палацу за проектом архітектора Михайла Васильовича Посохіна. У 1960-х роках знову з'являються будівлі, що символізували майбутнє і технічний прогрес. Одним з яскравих прикладів такого роду споруд є Останкінська телевежа в Москві, створена за проектом Миколи Васильовича Нікітіна. З 1965 по 1979 проходило будівництво Білого дому в Москві, за конструкцією схожого з будівлями початку 1950-х років. Типова архітектура продовжувала свій розвиток аж до розпаду СРСР, а в менших обсягах існує і в сучасній Росії.

## Сучасна Росія
Після розпаду СРСР багато будівельних проектів були заморожені або скасовані. Однак тепер не існувало державного контролю над архітектурним стилем і висотою будівлі, що давало значну свободу архітекторам. Фінансові умови дозволяли помітно прискорити темпи розвитку архітектури. Активно йде запозичення західних зразків, вперше з'являються сучасні хмарочоси і футуристичні проекти, такі як Москва-Сіті. Також використовуються традиції будівництва з минулого, зокрема сталінська архітектура в Тріумф-Палас.